# Hernán Cortés
Hernán Cortés de Monroy y Pizarro Altamirano, primer marqués del Valle de Oaxaca (Medellín, 1485-Castilleja de la Cuesta, 2 de diciembre de 1547), fue un militar, conquistador, explorador, fundador, capitán general y escritor español que, a principios del siglo XVI, lideró la conquista del Imperio azteca, conocida como conquista de México-Tenochtitlan, que significó el fin de dicho imperio, poniéndolo bajo dominio de la Corona de Castilla y dando lugar a la creación del Virreinato de Nueva España.
Nació en la ciudad extremeña de Medellín, en el seno de una familia noble (hidalga), cuya riqueza ha sido tema de debate historiográfico. Decidió buscar fortuna en el Nuevo Mundo viajando a La Española y Cuba, donde por un corto período de tiempo fue alcalde de la segunda ciudad fundada por los españoles durante la tercera expedición a tierra firme, la cual financió parcialmente. Su enemistad con el gobernador de Cuba, Diego Velázquez de Cuéllar, provocó la cancelación del viaje a última hora, una orden que Cortés ignoró.
Llegando al continente, Cortés realizó una exitosa estrategia de aliarse con determinados grupos indígenas para derrotar a otros. Fue de inestimable ayuda su relación con una mujer nativa, doña Marina (la Malinche), que le sirvió de intérprete y con quien tuvo un hijo llamado Martín. Cuando el gobernador de Cuba mandó emisarios para apresar a Cortés, este se enfrentó a ellos y los derrotó, al tiempo que enroló a la tropa que iba a arrestarlo como refuerzos para su expedición. Cortés mandó varias cartas al rey Carlos I a fin de que fuese reconocido su éxito de conquista en lugar de ser penalizado por su amotinamiento. Finalmente le fue concedido el título de marqués del Valle de Oaxaca, si bien el más prestigioso título de virrey le fue dado a un aristócrata de alto rango, Antonio de Mendoza y Pacheco. En 1541, Cortés retornó a España, donde falleció seis años después.

## Nacimiento y juventud

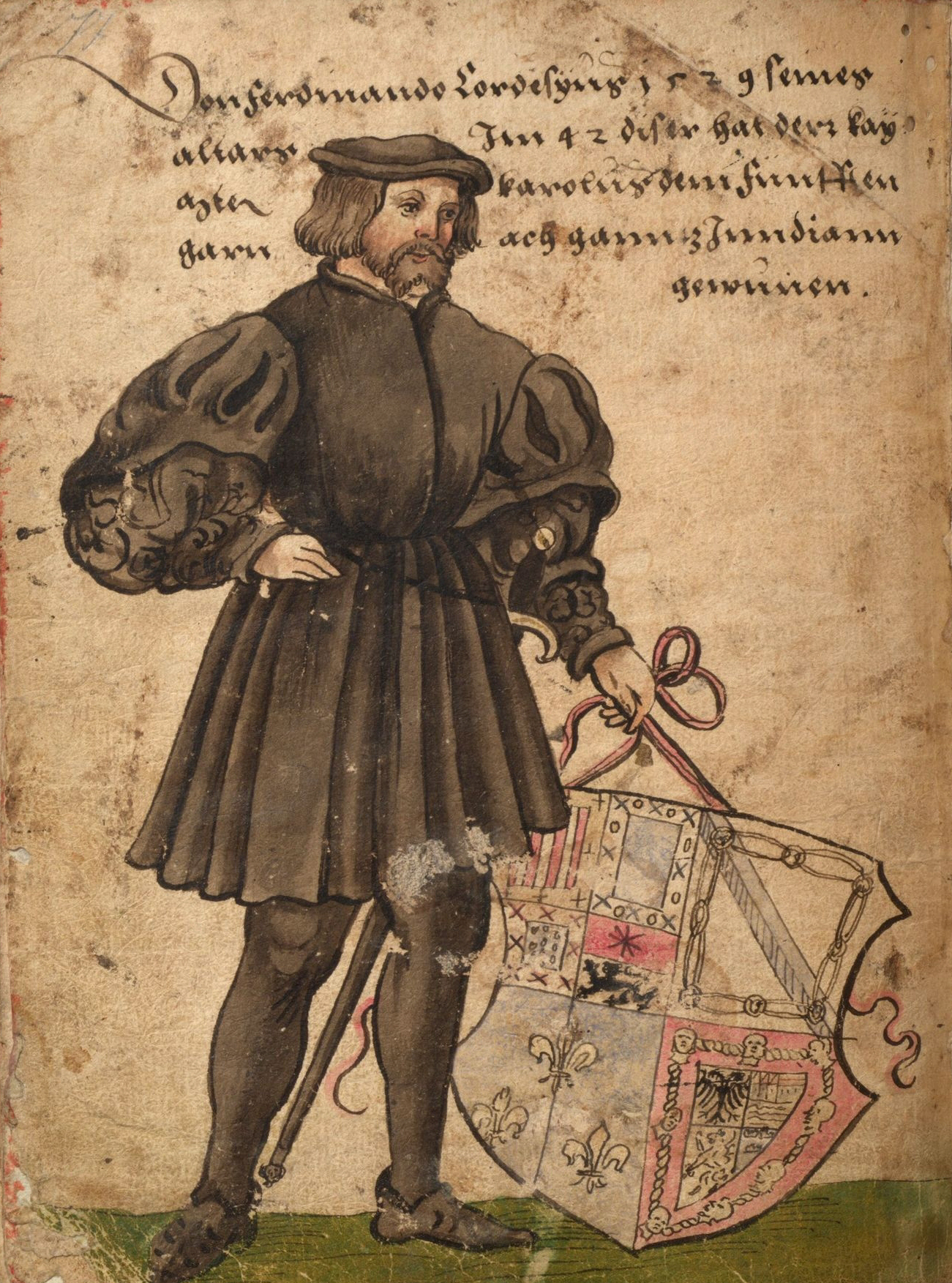
Retrato contemporáneo hecho por el alemán Christoph Weiditz en 1529.

Fue hijo de un hidalgo extremeño, llamado Martín Cortés de Monroy y de su esposa Catalina Pizarro y Altamirano. Hernán Cortés era pariente lejano de Francisco Pizarro, quien posteriormente conquistó el Imperio inca. Hay indicios de que tuvo hasta tres hermanas.
Su abuelo materno, Diego Alfón Altamirano, fue notario y mayordomo del castillo de Medellín. Sobre el padre, se sabe que en su juventud luchó junto a su pariente Alfonso de Hermosa, en el bando de Alonso de Monroy, que aspiraba a convertirse en maestre de la Orden de Alcántara. Eso iba en contra de los deseos de la reina Isabel la Católica, por lo cual fue enfrentado por Alonso de Cárdenas, maestre de la Orden de Santiago, y perdió.
El único que relató su infancia fue Francisco López de Gómara. Según él, fue un niño enfermizo. En una ocasión, encontrándose en trance de muerte, su nodriza escogió al azar entre los nombres de los apóstoles el de san Pedro para que intercediera por él. Se dieron misas, se rezaron oraciones y sanó. Por eso Cortés tuvo a san Pedro por su intercesor y mandaba dedicarle una misa cada año en su día.
Su padre lo envió a los catorce años a estudiar a Salamanca, donde estudió gramática en casa de Francisco Núñez de Varela, el cual se encontraba casado con Inés de Paz, hermana de su padre. Según Juan Suárez de Peralta, estuvo un año en Valladolid trabajando con un notario. Estos estudios preparatorios y los conocimientos prácticos de la ley que adquirió en Valladolid han dado pie al mito de que Cortés cursó leyes en la Universidad de Salamanca. Según Bernal Díaz del Castillo, dominaba el latín.
Tenía un temperamento altivo y bullicioso, y se decidió a abrazar la carrera de las armas. Se le presentaron dos opciones: participar en las campañas militares de Gonzalo Fernández de Córdoba en Nápoles o trasladarse a América en la flota de Nicolás de Ovando, que era la próxima en zarpar, allá por 1502. Se decidió por lo segundo, ya que era conocido de Ovando y pensaba que este le favorecería. Mientras esperaba para partir, escaló la tapia del corral de la casa de una recién casada para hablar con ella. La tapia se derrumbó, se cayó y salió el marido, que lo hubiera matado de no intervenir la suegra. Cortés quedó enfermo por la caída y además le apareció una fiebre palúdica que le impidió zarpar con Ovando. Luego decidió irse a las campañas militares en Italia, para lo cual se trasladó a Valencia. Pero aquí tampoco llegó a embarcar y pasó por trabajos y necesidades durante un año. Regresó a Medellín y decidió, nuevamente, ir a las Indias.
Según López de Gómara, zarpó en 1504 en una nao de Alonso de Quintero, vecino de Palos de la Frontera. El propio Cortés, en una carta a Carlos I, dice que pasó a las Indias en 1504.
Un documento del Archivo de Protocolos de Sevilla indica que el 29 de agosto de 1506, su padre se obligó a abonar un pasaje a Santo Domingo en la nao San Juan Bautista, propiedad de Luis Fernández Alfaro.
 Esteban Mira supone que debió ir en 1504, para posteriormente regresar a España, y que volvió a ir a América en 1506.

## Matrimonios y descendencia

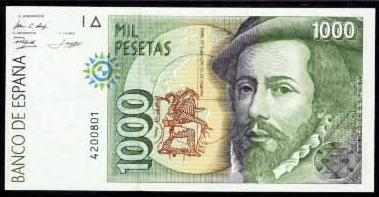
Cortés en un billete español de 1000 pesetas de 1992.

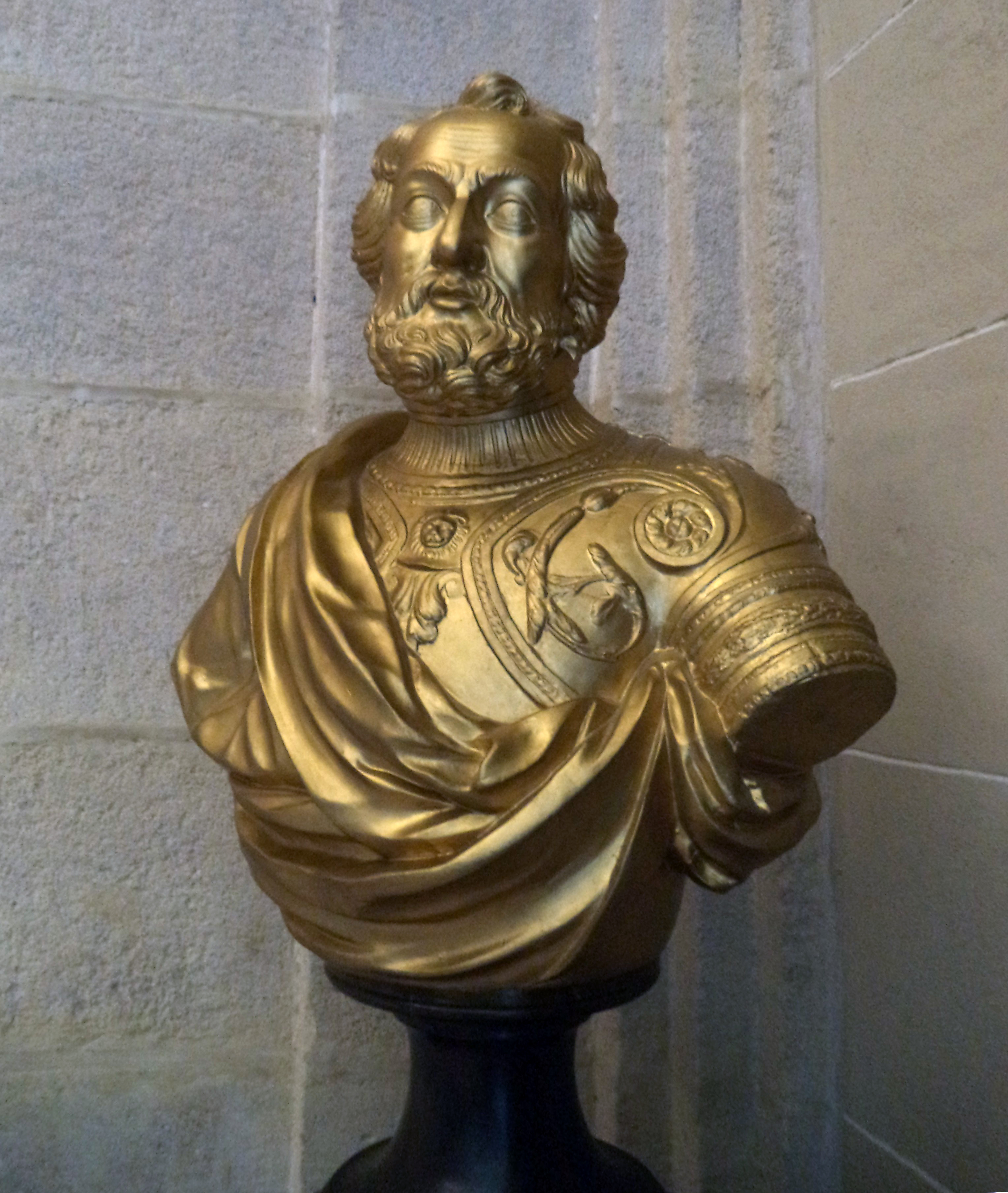
Busto de Hernán Cortés en el Archivo de Indias de Sevilla

Hernán Cortés se casó dos veces y tuvo once hijos documentados en seis relaciones diferentes. Su primera esposa, Catalina Suárez Marcayda, contrajo matrimonio con él en 1512 y falleció el 1 de noviembre de 1522. Previamente y durante este enlace, Cortés tuvo cinco hijos extramatrimoniales:

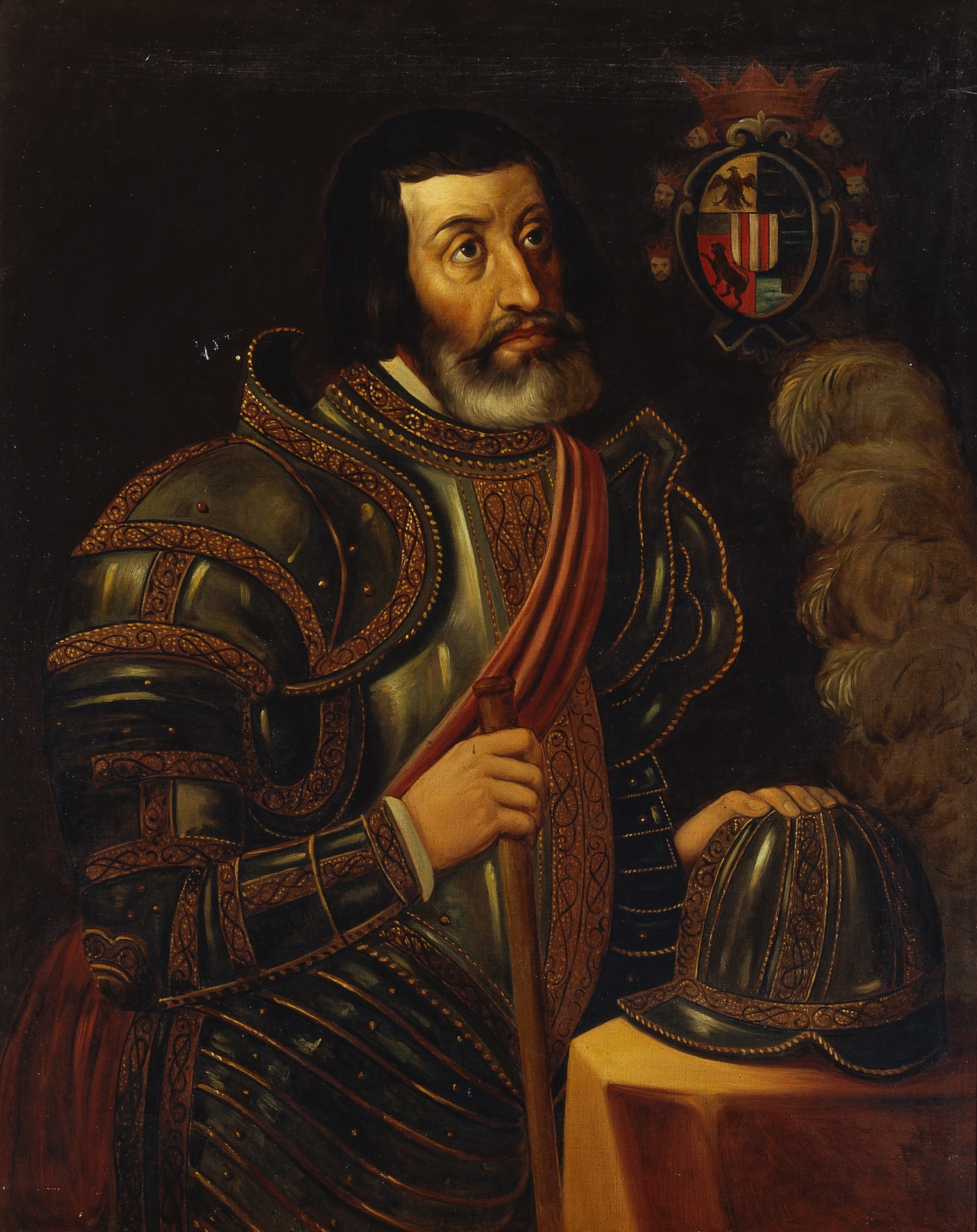
Copia de un retrato de Hernán Cortés realizada hacia 1879 por el pintor mexicano José Salomé Pina. Museo del Prado, Madrid.

- Catalina Pizarro, nacida en 1514 o 1515 en Santiago de Cuba, o quizás más tarde en la Nueva España. Su madre fue Leonor Pizarro, probable pariente de Cortés. Fue legitimada junto con sus hermanos Martín y Luis en una bula papal de Clemente VII en 1529.
- Martín Cortés Malintzin (el Mestizo) nacido en Coyoacán en 1522. Su madre fue la Malinche, la compañera y traductora indígena de Cortés. Fue legitimado junto con sus hermanos Catalina y Luis en una bula papal de Clemente VII en 1529.
- Luis Cortés de Hermosillo, nacido en 1525, hijo de la española Antonia o Elvira de Hermosillo, y quien también sería legitimado junto con Martín y Catalina. Se casó en 1557 con Guiomar Vázquez de Escobar, sobrina del conquistador Bernardino Vázquez de Tapia, de quién tuvo a Antonia Cortés de Hermosillo Vázquez, casada y madre de Ana Rodríguez de Hermosillo, y Fernando Cortés de Hermosillo Vázquez.
- Leonor Cortés Moctezuma, nacida en 1528 en Ciudad de México. Era hija de Tecuichpo o Ichcaxóchitl, quien fuera bautizada con el nombre de Isabel Moctezuma, a su vez hija de Moctezuma II Xocoyotzin y Tezalco Tecuichpo. Rechazada por su madre desde el nacimiento, fue su padre quien la reconoció posteriormente. Se casó con el vasco Juan de Tolosa, conquistador de Zacatecas. Fue suegra de Juan de Oñate, fundador de Nuevo México.
- María Cortés, hija de una princesa mexica cuyo nombre se ignora. Bernal Díaz del Castillo menciona que nació con alguna deformidad.

En abril de 1528 Cortés contrajo segundas nupcias con Juana Ramírez de Arellano y Zúñiga, hija del II conde de Aguilar de Inestrillas y sobrina materna del I duque de Béjar. Juana se estableció en el pueblo de Cuernavaca, viviendo en el palacio construido en 1526. De este matrimonio nacieron seis hijos:
- Luis Cortés y Ramírez de Arellano, nacido en Texcoco en 1530 y fallecido poco después de nacer.
- Catalina Cortés de Zúñiga, nacida en Cuernavaca en 1531 y fallecida poco después de nacer.
- Martín Cortés Zúñiga, nacido en Cuernavaca en 1532. Sucesor de su padre como II marqués del Valle de Oaxaca.
- María Cortés de Zúñiga, nacida en Cuernavaca entre 1533 y 1536. Su padre había pactado su casamiento con Álvar Pérez Osorio, hijo del IV marqués de Astorga, sin embargo, estos cancelaron en el último momento, causándole un grave enfado a Cortés, del que incluso se presume le causó la enfermedad de la que murió. Después María se casó con Luis Fernández de Quiñones y Pimentel, V conde de Luna.
- Catalina Cortés de Zúñiga, nacida en Cuernavaca entre 1533 y 1536. Fallecida soltera en 1565 en Sevilla, después de morir su padre.
- Juana Cortés de Zúñiga, nacida en Cuernavaca en 1538. Se casó en 1564 con Fernando Enríquez de Ribera, II duque de Alcalá.

## Personalidad
Según el historiador y diplomático mexicano Juan Miralles Ostos, la personalidad de Cortés resulta compleja y contradictoria. Por un lado, era un individuo que amaba la violencia y gustaba de emociones fuertes. Por otro lado, hablaba en voz baja y daba órdenes en tono reposado, aunque en excepciones llegaba a perder la compostura. A diferencia de un rudo soldado, era bienhablado: nunca blasfemaba ni decía palabras altisonantes. Tenía un fino sentido del humor y resultaba un conversador ameno. Era un hombre muy culto, conocedor de la filosofía de Aristóteles, y con estudios en la Universidad de Salamanca de latín y de derecho. Pasó muchas horas ejercitándose en el manejo de las armas. Consiguió muchos éxitos, tanto con la espada como con la pluma.
Según Bernal Díaz del Castillo, era:

Buen jinete y diestro de todas las armas, así de a pie como a caballo, y sabía muy bien menearlas.

Siguiendo con la descripción de Miralles, Cortés era muy emprendedor en materia de negocios y realización de obras públicas, de lo cual daría muestras en México. También sabía elegir los lugares, como cuando escogió Cuernavaca para edificar su casa palaciega.
En ninguno de los escritos, incluso los que son obra de sus acérrimos enemigos, se dice algo de que le hubiese faltado el valor. Para Miralles, Cortés se crecía frente al peligro. En reiteradas ocasiones serían acciones personales suyas las que decidieran victorias militares. En los momentos que precedían al combate, hacía los planes, y cuando todo estaba a punto dejaba el puesto para incorporarse como un soldado más a primera fila.
Según Bartolomé de las Casas, daba la impresión de que había nacido entre brocados. Para Miralles, era alguien con aires principescos. Solía vestir con elegancia sobria, con un jubón negro y dos medallas, una con la Virgen con el Niño y otra con San Juan Bautista, completando todo con unas lazadas de oro. En cuanto fue investido como alcalde de Santiago se puso un sombrero con plumas y se hizo tratar como señoría.
Según fray Toribio de Benavente "Motolinia" (un defensor de los derechos de los indios), Cortes era un buen caballero y venturoso capitán. En su "Carta al Emperador", le comunicaría a Carlos I de España una descripción muy positiva de su personalidad, defendiéndolo de lo que consideraba difamaciones de Bartolomé de las Casas, y considerando a Cortés como un modelo de civilizador y evangelizador, ponderando las disposiciones dadas por éste en favor de los indios.  Además, durante la llegada de su misión franciscana, Cortés los recibió con fuerte devoción y humildad, dándole reverencias para darles una buena impresión a los indios (quienes en un inicio, por la apariencia pobre de los franciscanos, no pensaban que tuvieran un papel importante para la futura organización social de Nueva España), facilitándoles en todo momento para hacer efectiva la misión de los franciscanos por hacer cumplir las Leyes Nuevas y las indicaciones de la Iglesia católica, mostrándose caballeroso e indicando a los caciques indígenas que tratasen con el mismo respeto y veneración a los sacerdotes católicos, que el que ellos le daban a los conquistadores y el propio Cortés a estos (quien presentó una fuerte admiración a los franciscanos por su humildad). Fue tal el respeto de Cortés a los sacerdotes católicos, que terminó confiándole a Toribio la supervisión del Reino de México cuando Cortés se ausentara en expediciones militares.

"¿Quién así amó y defendió los indios en este mundo nuevo como Cortés? Amonestaba y rogaba muchos a sus compañeros que no tocasen a los indios ni a sus cosas, y estando toda la tierra llena de maizales, apenas había español que osase coger una mazorca. Y porque un español llamado Juan Polanco, cerca del puerto, entró en casa de un indio y tomó cierta ropa, le mandó dar cien azotes. Y a otro llamado Mora, porque tomó una gallina a indios de paz, le mandó ahorcar, y si Pedro de Alvarado no le cortase la soga, allí quedara y acabara su vida. Dos negros suyos, que no tenían cosa de más valor, porque tomaron a unos indios dos mantas y una gallina, los mandó ahorcar. Otro español, porque desgajó un árbol de fruta y los indios se le quejaron, le mandó afrentar.
No quería que nadie tocase a los indios ni los cargase, so pena de cada (vez) cuarenta pesos."

Cortés tenía fama de mujeriego. Tuvo 11 hijos de 6 mujeres, 4 de ellas eran nativas de Mesoamérica, entre estas La Malinche. Se desconoce cómo le afectó psicológicamente la muerte repentina de su primera esposa, Catalina Suárez Marcayda, pero lo cierto es que, al principio, no quiso casarse con ella y la consideraba una mujer débil de salud e inútil para llevar la hacienda. Si bien, tres años después de casarse, le manifestó a Bartolomé de las Casas que estaba contento con ella. Debido a riñas por mujeres, tenía una cicatriz bajo el labio que cubría con la barba.
De parte de un cronista coetáneo, Francisco López de Gómara, en su Historia general de las Indias, describe a Cortés con una personalidad más propia de un gobernador prudente, y no la de un déspota con afán de lucro (aunque críticos como Bernal Díaz del Castillo documentaron las excesivas alabanzas a Cortés en esta obra).

la conquista de Méjico y conversión de los de la Nueva España, justamente se puede y debe poner entre las historias del mundo, así porque fue bien hecha, como porque fue muy grande. Por ser buena, la escribo aparte de las otras, como muestra de todas. Fue grande, no en el tiempo, sino en los hechos, pues se conquistaron muchos y grandes reinos con poco daño y sangre de los naturales, y se bautizaron muchos millones de personas, los cuales viven, a Dios gracias, cristianamente.

Según el antropólogo e historiador francés Christian Duverger:

Cortés rompe con el esquema clásico de la violencia y de la fuerza y es un conquistador que amó a los vencidos y más que rey o emperador soñó con ser tlatoani (el que habla, el gobernante).

Según el historiador español Esteban Mira Caballos, Cortés fue:

una persona de su época, por lo que sus actos sólo se pueden entender en el contexto en el que vivió. Como casi todos los conquistadores, compaginó perfectamente crueles asesinatos, perpetrados por él mismo o por sus hombres, con su profunda fe cristiana. Fue, por un lado, el destructor y el usurpador de todo un imperio y, por el otro, el creador de un orbe nuevo.

A Cortés le gustaban los juegos de azar: tanto naipes como dados. Pero en lo que respecta a la bebida, era muy parco e incluso rebajaba el vino con agua.

## Llegada al Nuevo Mundo
Cortés desembarcó en 1504, con diecinueve años a la isla Española, donde el secretario del gobernador, Medina, le acogió con favor y le explicó los usos de la colonia; a cambio del compromiso de quedarse cinco años en la isla, recibiría un solar para edificar su casa, una tierra de una superficie decente para poder cultivar y, pasado un cierto tiempo, algunos indígenas en encomienda. Ya registrado como ciudadano, participó en una campaña contra los caciques taínos en las regiones de Higüey, Bauruco, Dayguao, Iutagna, Zuaragua y Amguayagua. Como antes acordado y en recompensa, el entonces gobernador Nicolás de Ovando le dio tierras y un puesto de escribano público en la villa de Azua.Ya con su función de escribano en el pueblo de Azua y con sus indígenas se entregó a la cría de caballos y vacas, lo que le hizo un hacendado relativamente acomodado. Duró 18 años viviendo en Santo Domingo.  Cuando el nuevo gobernador de la Española, Diego Colón, envió a Diego Velázquez de Cuéllar a la conquista de Cuba, en 1511, éste recluto a Cortés como secretario del tesorero de la empresa, con el fin de administrar el quinto real. 

### Conquista de Cuba
Ya en Cuba, recibió en encomienda a los indios de Manicarao y pudo desarrollar su ganadería y explotar las minas de oro cubanas.Cortés comenzó a cortejar a Catalina Suárez Marcayda y se convirtieron en pareja. Cortés le prometió matrimonio pero luego se arrepintió. Ella le exigió el cumplimiento de la palabra dada. Diego Velázquez, a su vez, era pareja de una de las hermanas de Catalina, aunque no tenía intención de casarse con ella. Catalina le pidió a su hermana que interviniese ante Velázquez y este, para complacer a su amante, exigió a Cortés que cumpliese la palabra dada y se casase con ella.
Las quejas contra el gobierno de Velázquez fueron en aumento y los agraviados decidieron hacer llegar a la Audiencia una serie de memoriales denunciando sus manejos. Cortés se habría ofrecido a llevar estos memoriales a La Española. Una versión dice que fue apresado por este motivo. Consiguió evadirse y se refugió en una iglesia, tras lo cual fue hecho prisionero de nuevo por el alguacil Juan de Escudero, ayudado por otros. Lo encerraron en las bodegas de un barco, pero escapó de nuevo. Finalmente, habría sido perdonado por Velázquez gracias la intercesión de varios amigos. Otra versión dice que fue hecho prisionero por negarse al casamiento con Catalina. Finalmente, Cortés fue liberado y se casó con ella en 1512.
Cortés fue nombrado alcalde de Santiago de Baracoa. No vivirá con Catalina hasta que se asiente en Santiago en 1515.
En 1517 Velázquez, ya gobernador de Cuba, encargó una expedición a Francisco Hernández de Córdoba, que volvió habiendo descubierto Yucatán. En 1518 mandó otra expedición a la zona al mando de Juan de Grijalva y, como tardaba en llegar, mandó a Cristóbal de Olid a buscarlo.
El 23 de octubre de 1518 Velázquez le confió a Cortés el mando de una nueva expedición al Yucatán. Entre los objetivos de la expedición se encontraban: buscar la flota de Grijalva y la carabela de Cristóbal de Olid para, en caso de necesidad, darles la ayuda necesaria; rescatar a seis españoles que se encontraban en el interior de Yucatán en poder de caciques; averiguar si ya habían predicado el Evangelio en esas tierras; y dar a conocer a los caciques quién era Carlos I señalándoles, al mismo tiempo, la obligación en que estaban de enviarle un tributo.
Se trataba de una expedición de refuerzo, pero Cortés empezó a darle la apariencia de una expedición de conquista, provocando la desconfianza de Velázquez. Reclutó un contingente de desocupados, entre los cuales había veteranos de las campañas de Italia. Cortés se gastó en esta expedición toda su fortuna y contrató empréstitos cuantiosos. De los cinco barcos que había en el puerto de Santiago, tres eran de él y otros dos lo eran a medias con Andrés Duero y con Pedro de Santa Clara respectivamente.
Cuenta Bernal Díaz del Castillo, autor de Historia verdadera de la conquista de la Nueva España, que un bufón de Velázquez, llamado Cervantes el Loco, le dijo a su señor, a la manera de los bufones: «A la gala de mi amo Diego, Diego, ¿qué capitán has elegido? Que es de Medellín de Extremadura, capitán de gran ventura. Más temo, Diego, no se te alce con la armada, que le juzgo por muy gran varón en sus cosas».

## La conquista del Imperio mexica

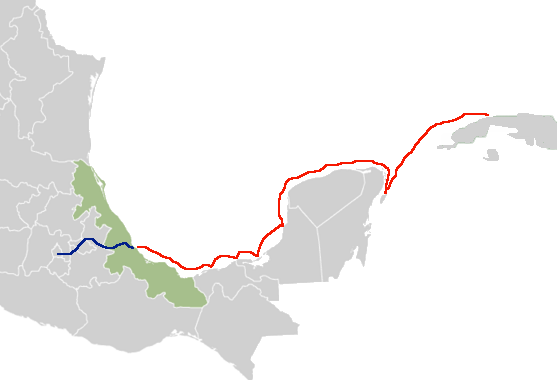
Expedición de Hernán Cortés desde Cuba hasta Tenochtitlán.

La expedición salió de Santiago el 18 de noviembre de 1518 y pasó por los puertos cubanos de Macaca y Trinidad Velázquez intentó detener a la flota enviado cartas al alcalde de Trinidad, Francisco Verdugo, pero este vio imposible cumplir la orden. Posteriormente la expedición llegó a Puerto Carenas, de donde partió el 10 de febrero de 1519 con destino a Cozumel.
Consistía aquella armada en 11 naves, con 518 infantes, 16 jinetes, 13 arcabuceros, 32 ballesteros y 110 marineros, y según la crónica de Bartolomé de las Casas, unos 200 indios y negros como auxiliares de tropa. Llevaban 32 caballos, 10 cañones de bronce y cuatro falconetes. Por capitanes iban Alonso Hernández Portocarrero (que fue el primer amante de doña Marina), Alonso González Dávila, Diego de Ordás, Francisco de Montejo, Francisco de Morla, Francisco de Saucedo, Juan de Escalante, Juan Velázquez de León (pariente del gobernador), Cristóbal de Olid, Gonzalo de Sandoval y Pedro de Alvarado. Muchos de estos eran veteranos de la guerra de Italia. En la expedición también fue Alonso de Ávila. Por piloto principal iba Antón de Alaminos con experiencia en las dos expediciones anteriores de Francisco Hernández de Córdoba y Juan de Grijalva.

#### Primeros contactos con los pobladores

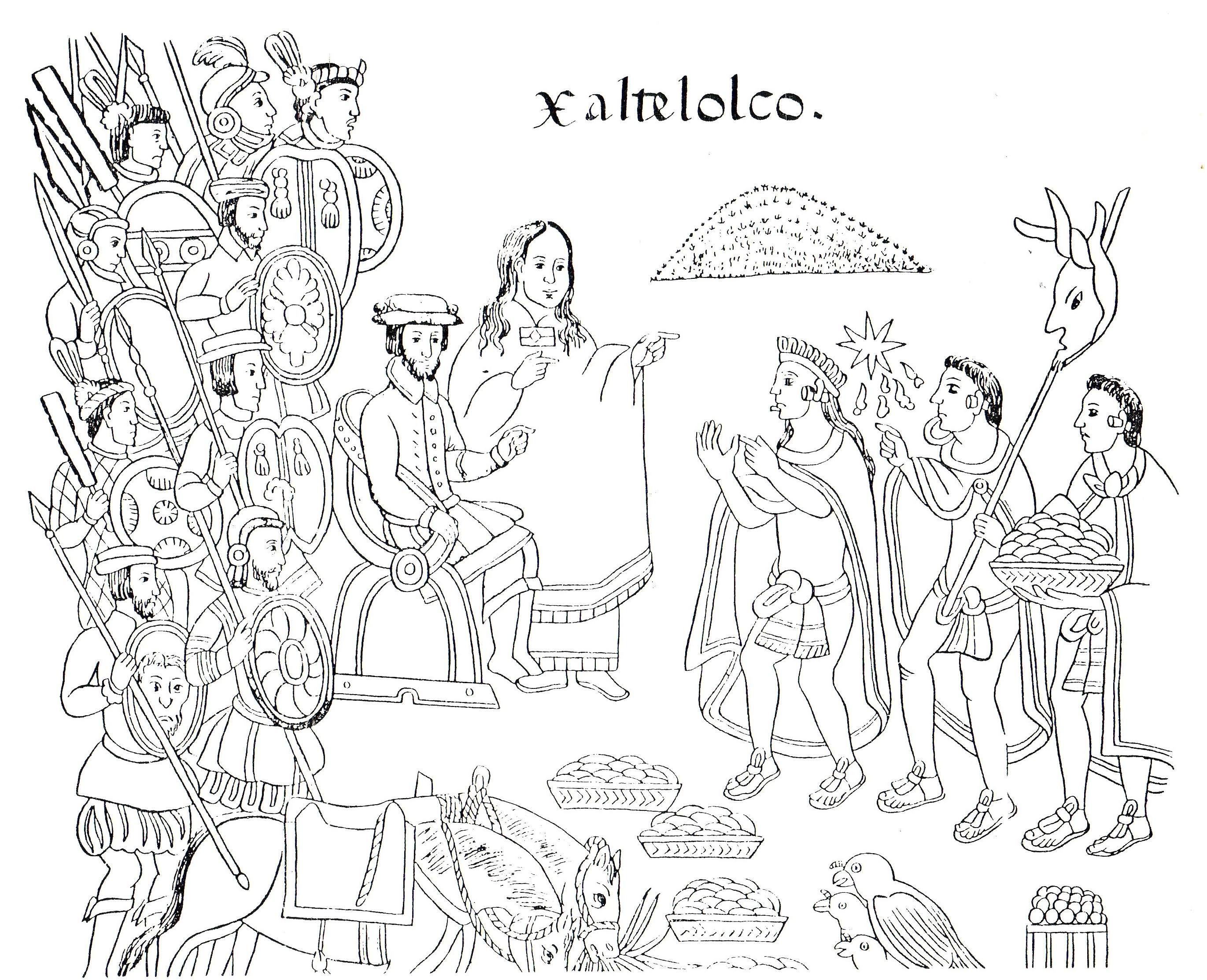
La Malinche traduce la lengua de los mexicas a Cortés. Lienzo de Tlaxcala, siglo XVI.

La expedición llegó a la isla de Cozumel, al noreste de la península de Yucatán. Cuando se produjo el contacto con los españoles, las poblaciones mayas más importantes y densas estaban en las 16 provincias autónomas de las tierras bajas que se asentaban en la región norteña de la península de Yucatán, en las costas oriental y occidental, y en los alrededores del lago Petén Itzá. Ya se había producido la caída de la Liga de Mayapán, alrededor del 1441. Al momento de la llegada de los españoles algunos sitios que antes fueron importantes enclaves comerciales habían perdido su importancia y se habían convertido en lugares más o menos poblados, que subsistían explotando los recursos marinos.
A su llegada, los nativos se escondieron en el interior de la isla. Ante ello, Alvarado ordenó una requisa de pavos y se apropió de los objetos de oro que se encontraban en los adoratorios. Hernán Cortés utilizaba de intérprete a un joven maya tomado prisionero por Hernández de Córdoba, que fue bautizado como Melchor. A través de él, se mandó un recado a los nativos que habían huido para que volviesen. Cuando estos regresaron, Cortés ordenó que les restituyesen lo que les habían robado, pero como ya se habían comido los pavos, fueron obligados a pagarlos con cuentas de colores y cascabeles. Aquello condujo a que hubiera una coexistencia pacífica entre españoles y nativos. Cortés instó a los sacerdotes y caciques a que se apartasen de su religión y que destruyeran los ídolos. Al no atreverse estos, a una orden suya, los soldados se encargaron de eso. Luego, mandó encalar la plataforma de un templo y puso allí una cruz de madera. El sacerdote Juan Díaz ofició una misa.
Una biografía del rey Carlos I, escrita en 1603, relata la estancia de los españoles en Cozumel del siguiente modo:

Espantáronse los isleños de ver aquella flota y metiéronse al monte, dejando desamparadas sus casas y haciendas. Entraron algunos españoles la tierra adentro y hallaron cuatro mujeres con tres criaturas y trajéronlas a Cortés, y por señas de los indios que consigo llevaba, entendió que la una dellas era la señora de aquella tierra y madre de los niños. Hízole Cortés buen tratamiento, y ella hizo venir allí a su marido, el cual mandó dar a los españoles buenas posadas y regalarlos mucho. Y cuando vio Cortés que ya estaban asegurados y contentos, comenzó a predicarles la fe de Cristo. Mandó a la lengua que llevaba, que les dijese que les quería dar otro mejor Dios que el que tenían. Rogóles que adorasen la Cruz y una imagen de Nuestra Señora, y dijeron que les placía. Llevólos a su templo y quebrantóles los ídolos y puso en lugar dellos cruces y imágines de Nuestra Señora, lo cual todo tuvieron los indios por bueno. Estando allí Cortés nunca sacrificaron hombres, que lo solían hacer cada día.
Historia de la vida y hechos del Emperador Carlos V, de Prudencio de Sandoval.

Estando en Cozumel encontraron a Gerónimo de Aguilar, que llegó en canoa. Había naufragado en Yucatán en 1511 con otros siete hombres y dos mujeres cuando se dirigían del Darién a La Española. Escaparon de un cautiverio, donde los engordaban para comérselos, para caer en otro donde tenían que realizar duros trabajos, como resultado de los cuales fueron muriendo todos menos dos. Gerónimo partió en busca del otro superviviente: Gonzalo Guerrero. Este último vivía en Chetumal. Había estado al servicio del cacique Nachán Can, para volverse posteriormente un nacom o jefe militar maya. Se había casado con una nativa, que según algunos autores era la hija del cacique. Con ella había tenido varios hijos, que fueron los primeros mestizos de México. Aguilar decidió volver con Cortés convirtiéndose en uno de sus intérpretes de mayense, pero Guerrero decidió quedarse con los mayas y murió en 1536 en una batalla contra los españoles en las Hibueras.

#### Toma de Potonchán y batalla de Centla

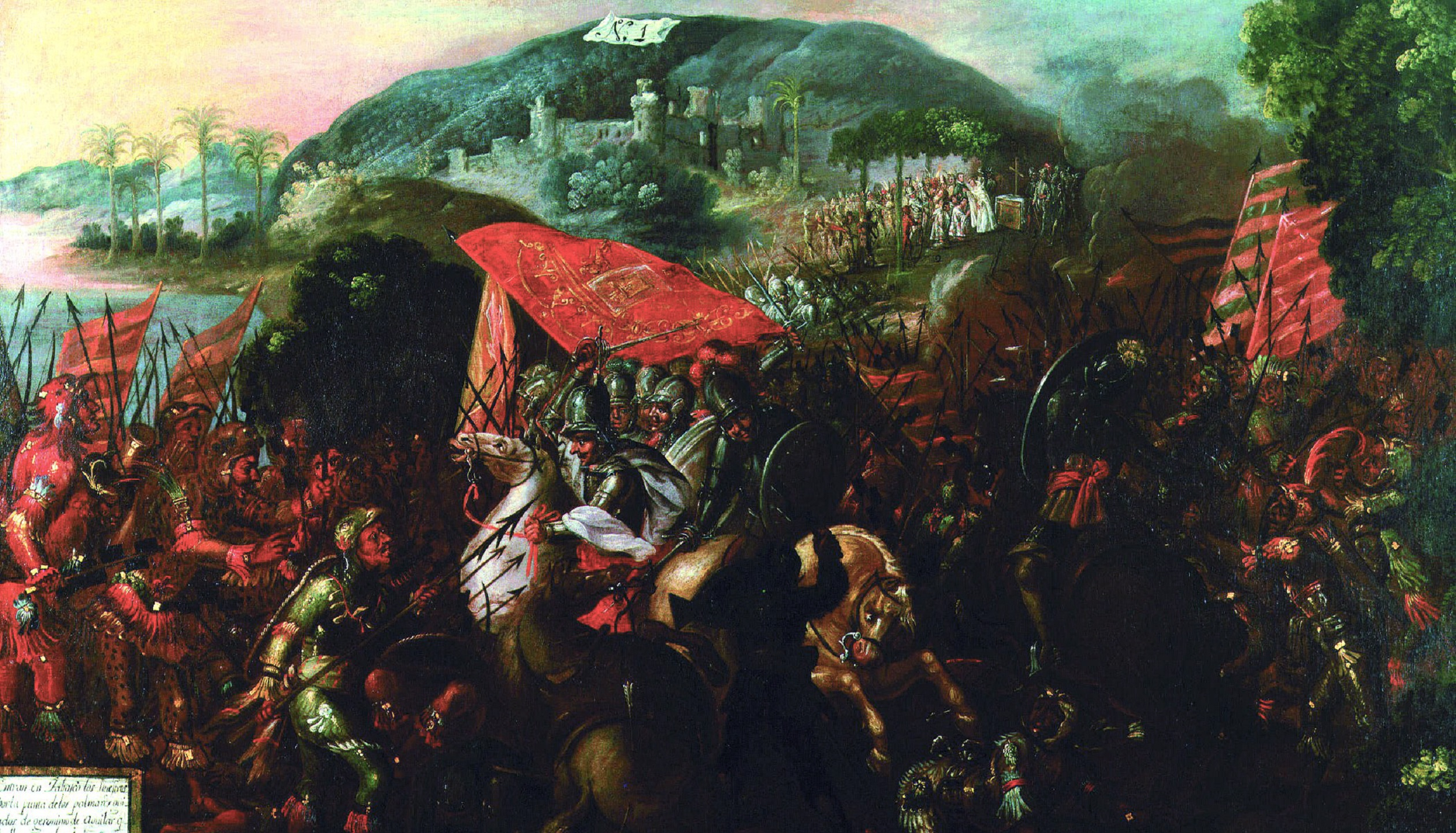
La entrada de Cortés en Tabasco. Cuadro de la segunda mitad del siglo XVII. Colección de Jay I. Kislak en la Biblioteca del Congreso de Estados Unidos de América.

La expedición de Cortés continuó bordeando la costa guiada por el piloto Antón de Alaminos hasta llegar el 12 de marzo de 1519 a la desembocadura del río Grijalva, en Tabasco. Grijalva ya había estado en este lugar, donde había sido recibido con regalos de oro por parte del cacique Taabscoob. Este le informó de que en al oeste había un lugar donde encontrarían más oro y que llamaban Culúa o México.
A diferencia de la expedición de Grijalva a este lugar, en que los españoles fueron bien recibidos, los mayas chontales le pidieron a Cortés y a sus hombres que se fueran y que no entrasen al lugar.
Cortés intentó tranquilizarlos, a través de Aguilar, y les dijo que era portador de un mensaje del rey de España. Sin embargo, los nativos respondieron con una lluvia de flechas.
El 13 de marzo, después de una misa, Cortés ordenó al Alonso de Ávila que se dirigiera a Potonchán con cien hombres mientras él se acercaba remontando el río y que, en cuanto escuchase disparos, entrase en el pueblo. Posteriormente, Cortés y sus hombres desembarcaron, enfrentándose a los nativos con armas de fuego. Al escuchar las detonaciones, Ávila se dispuso a atacar la ciudad por la retaguardia, mientras Cortés con sus hombres lo hacían por la parte delantera, y lograron tomar la ciudad.
Cortés tomó posesión del territorio en nombre del rey y dio tres golpes con su espada en una ceiba, árbol sagrado de los mayas, que había en aquella ciudad.
El 14 de marzo, los nativos continuaban negándose a ser vasallos del rey. El traductor Melchor se escapó y fue a darle a los mayas información sobre las tropas españolas. Cortés ordenó a Alvarado que se adentrase dos leguas con cien hombres, Al mismo tiempo, Francisco de Lugo se internó con cien hombres dos leguas en otra dirección. A poco de comenzar la marcha, ambos grupos fueron atacados. La batalla tuvo lugar en el valle de Centla.

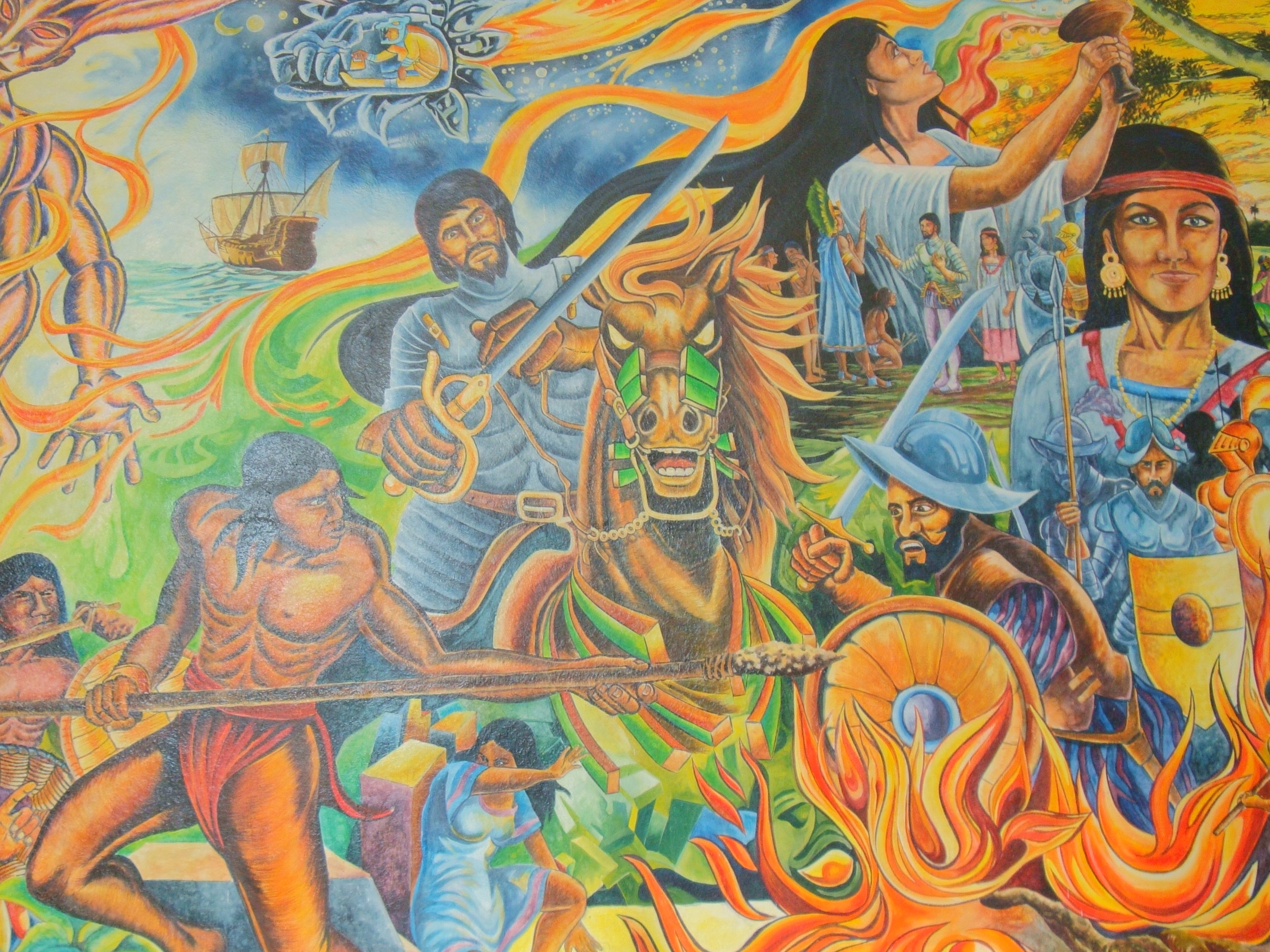
Batalla de Centla, en la que intervino de forma decisiva el caballo en una guerra en América. Mural en el Palacio Municipal de Paraíso, Tabasco.

La batalla de Centla fue de grandes proporciones. Por todas partes aparecían escuadrones de nativos que pusieron a los españoles en una situación muy difícil. Pero apareció Cortés al mando de un pelotón de diez jinetes y cambió el curso de la contienda.
Según una carta de Cortés a Carlos I, después del combate, al ser interrogados los caciques, estos dijeron que habían participado 40 000 indígenas, lo que tal vez sea una cifra exagerada. En su crónica, Bernal dice que hubo ochocientos indios muertos y que murieron tres soldados españoles, pero Cortés dice que solo hubo doscientos veinte indios muertos y veinte heridos. Con posterioridad, López de Gómara dijo que en la batalla aparecieron san Pedro y Santiago.

#### Fundación de Santa María de la Victoria
El 25 de marzo de 1519 Cortés fundó en esta zona la villa de Santa María de la Victoria, el primer asentamiento español en el territorio continental de América.

...Y después de apeados debajo de unos árboles y casas que allí estaban, dimos muchas gracias a Dios por habernos dado aquella victoria tan cumplida; y como era día de Nuestra Señora de Marzo, llamóse una villa que se pobló, Santa María de la Victoria, así por ser día de Nuestra Señora, como por la gran victoria que obtuvimos. Esta fue la primera guerra que tuvimos en compañía de Cortés en la Nueva España(...) y dejemosle aquí y diré lo que más pasamos.
Bernal Díaz del Castillo, Historia Verdadera de la Conquista de la Nueva España

Luego de la derrota, las autoridades nativas le hicieron a Cortés ofrenda de víveres, joyas, tejidos, y un grupo de veinte esclavas, que fueron aceptadas, cambiados sus nombres al ser bautizadas y repartidas entre sus hombres. Entre estas esclavas había una llamada Malinali, a la que los españoles renombraron Marina, conocida también como la Malinche. Según Alicia Gaspar de Alba, se trató de una mujer astuta e inteligente, que supo colaborar con diferentes grupos indígenas y con los españoles. Se trata de una mujer controvertida, sobre la que existen opiniones favorables y adversas. Ella, además de hablar el idioma de sus anteriores amos mayas, hablaba náhuatl, que era el idioma de sus padres. Cortés hablaba con Malinali a través de Aguilar y ella, a su vez, hablaba con los nativos. Cortés tendría con ella un hijo, Martín Cortés, del mismo nombre que el hijo legítimo que Hernán Cortés tendría catorce años después con Juana de Zúñiga.

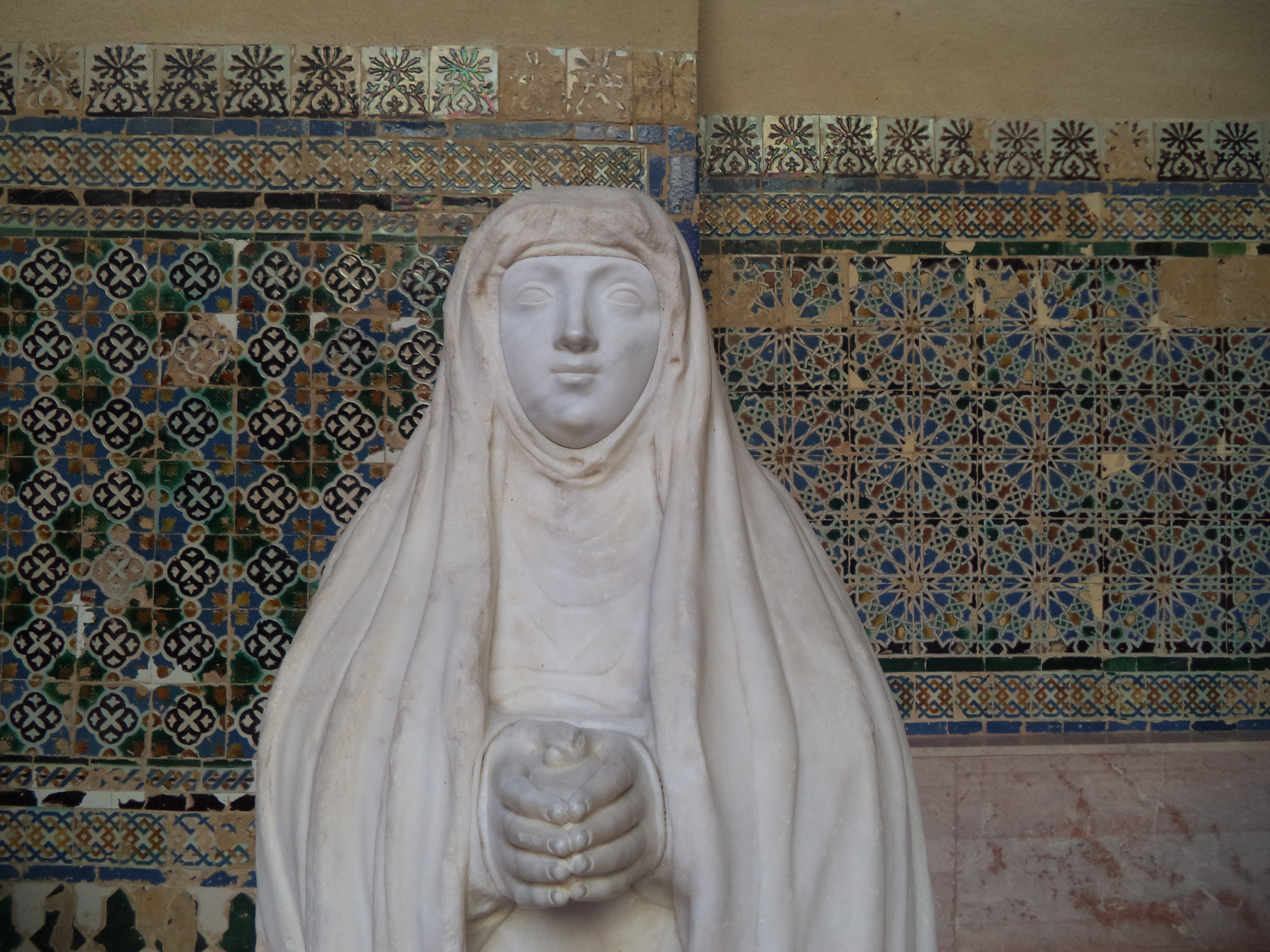
Estatua orante de Juana Ramírez de Arellano y Zúñiga, esposa de Hernán Cortés. La escultura fue encargada por el duque de Alcalá a Diego de Pesquera en 1575, junto con otra estatua de Catalina Cortés. Ambas estatuas se encuentran en el histórico monasterio cartujo de Santa María de las Cuevas, en Sevilla.

Cortés mandó grabar una cruz en una ceiba de la ciudad y ordenó construir un altar a la Virgen María y poner una cruz de madera. El fraile Bartolomé de Omedo predicó a los nativos contra la idolatría. Cortés celebró el Domingo de Ramos, 17 de abril, con los jefes indígenas y les encargó que cuidasen de la imagen de la Virgen y de las cruces.
Los españoles partieron de allí sin dejar a nadie.
Ese año de 1519 comenzaría una epidemia de viruela, traída sin saberlo por los conquistadores, que en el curso de las siguientes décadas aniquiló al 97 % de la población de la región y que facilitaría la conquista de México.

#### Fundación de Veracruz

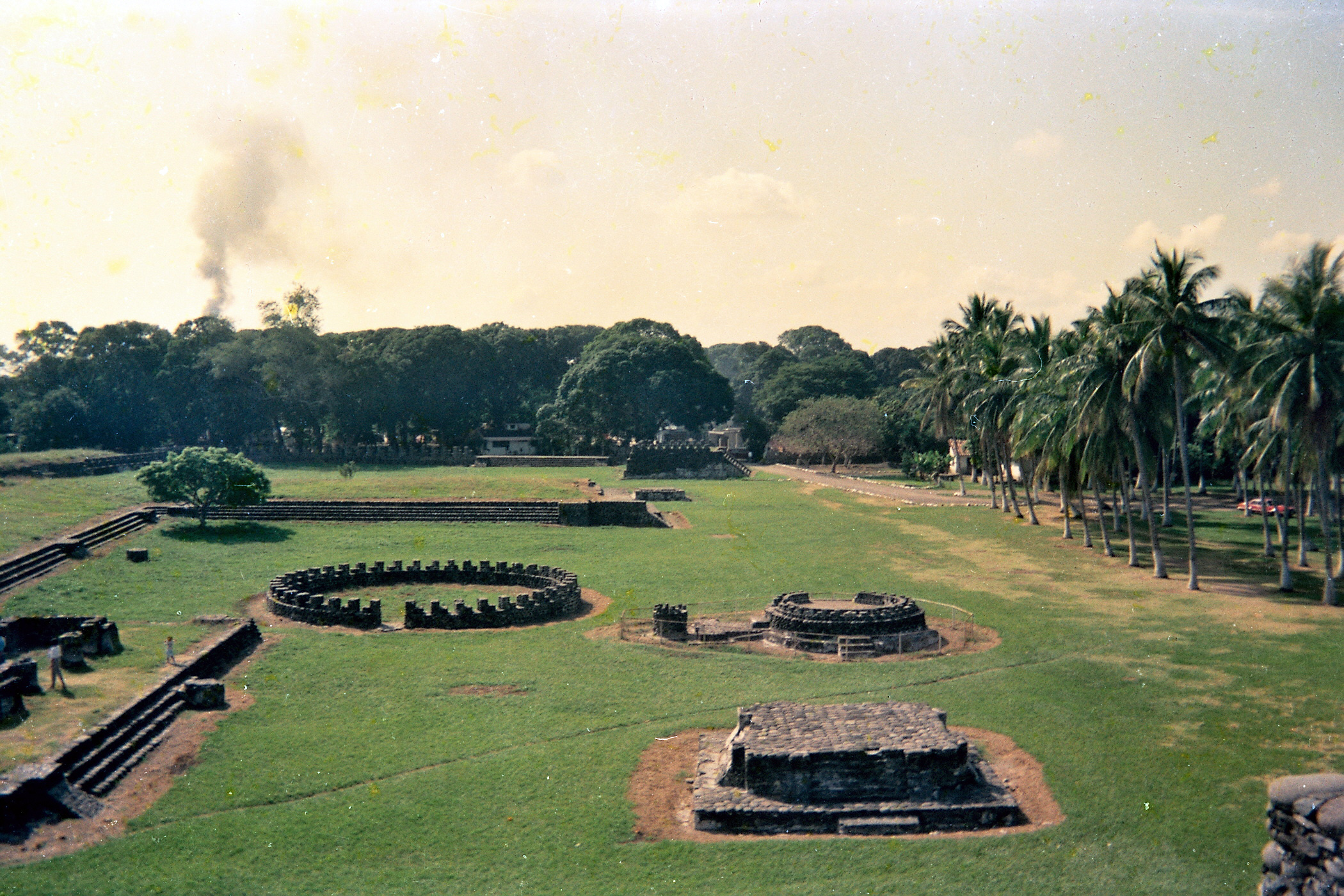
Vista de la plaza principal de las ruinas de la ciudad de Cempoala, capital de la Nación Totonaca, la primera en establecer una alianza militar con las huestes castellanas para atacar a los señoríos de la Triple Alianza o Ēxcān Tlahtolōyān.

Los españoles subieron a sus navíos y llegaron a San Juan de Ulúa, el último punto al que había llegado la anterior expedición de Grijalva, el Jueves Santo, 21 de abril de 1519. Desembarcaron el Viernes Santo. Marina informó de que esas tierras pertenecían a un señor llamado Moctezuma.
El Domingo de Resurrección se personaron dos caciques, Cuitlalpitoc y Tehutile (Teuhtilli o Tendile para los españoles), quienes les entregaron obsequios y se sorprendieron de que Cortés quisiese ver a Moctezuma, el «tlatoani» o emperador del Imperio azteca, con capital en Tenochtitlán. Tehutile fue a la capital a informar Moctezuma de lo que había visto. Este envió a Tehutile de regreso con cien cargadores con oro, piedras preciosas, mantas, plumas y dos grandes ruedas (una era un calendario y otra tenía contenido astral). Estos regalos, en lugar de disuadir a Cortés, le animaron a continuar y conquistar México.
Los aztecas creían en un mito de origen tolteca, según el cual el mundo en que vivían debía desaparecer. El dios Quetzalcóatl, una serpiente emplumada, se había marchado con cincuenta y tres años de vida en un año Acalt y se había autoincinerado estallando en una gran llamarada que se dirigió a los cielos en la costa donde había desembarcado Cortés. El fin de ciclo era inevitable y llegaría con el retorno de Quetzalcóatl un año como aquel desde donde sale el sol. Según la obra del fraile Bernardino de Sahagún y sus colaboradores nahuas, según un discurso de Moctezuma recogido en la segunda carta de Cortés a Carlos I y según otras fuentes redactadas en español, el emperador azteca interpretó que Cortés era Quetzalcóatl. Por esto, los aztecas consideraban que los españoles eran teules  (de teolt, dios) que marcharían sobre ellos inexorablemente.
Cortés fundó la ciudad de Villa Rica de la Vera Cruz. La fundación tuvo lugar primero en un arenal en la costa con chozas. Pronto se acercaron los totonacas, diciendo que el cacique les invitaba a visitar su pueblo. Luego Alaminos y Montejo informaron de que habían encontrado un buen fondeadero, situado a pocas jornadas al norte, y como el pueblo de los totonacas se encontraba en esa dirección emprendieron la marcha. Fueron recibidos a las afueras de Cempoala por el cacique Quauhtlaebana. Este les contó que hacía veinte años los totonacas eran libres, pero llegaron los mexicas con sus dioses. En un principio les ordenaron que les dieran culto, pero luego empezaron a pedir tributos y que enviaran a jóvenes de su nación para ser sacrificados en Tenochtitlan.
Luego empezaron a construir la ciudad Villa Rica de la Vera Cruz con casas de piedra en un nuevo lugar, cerca del pueblo totonaca de Quiahuiztlán. Un grupo de españoles pensó que la expedición sería breve y, tras la fundación de la ciudad, pidieron regresar a Cuba. Cortés puso a su disposición un barco. Los que habían decidido quedarse se plantaron ante Cortés y le dijeron que marcharse era deserción ante el enemigo, por lo que este revocó la autorización.
Hay tres documentos acerca de la fundación de esta ciudad: la primera carta de relación de Cortés (que se encuentra desaparecida), la carta del cabildo (del 10 de julio de 1519) y el pliego de instrucciones a los procuradores. Este último documento, escrito probablemente a principios de julio de 1519, abarca instrucciones impartidas por el cabildo a un grupo de procuradores y constituye un alegato en defensa de Cortés, justificando su actuación. Se solicitaba al rey que no concediese a Velázquez cargos sobre los nuevos territorios y que ratificase a Cortés en los cargos de capitán y justicia mayor que le habían sido otorgados por el cabildo.
Mientras se preparaba la partida de los procuradores, un grupo de partidarios de Velázquez quiso apoderarse de un navío para advertir a este de lo que se tramaba. Cortés procedió contra unos pocos: Escudero y Diego Cermeño fueron condenados a muerte, Gonzalo de Umbría a serle amputados los dedos de un pie y a unos marineros conocidos como los Peñates se les azotó.
Los procuradores partieron a España en el barco Santa María de la Concepción con los documentos y el tesoro que habían recibido de los nativos el 26 de julio de 1519. Llegaron sin incidentes a Sevilla, donde todo lo que portaban les fue confiscado por la Casa de Contratación de Indias. Tras esto, optaron por dirigirse a Medellín para informar a Martín Cortés.
Posteriormente, llegó un barco desde Cuba con Francisco de Saucedo. Este trajo la noticia de que Velázquez había sido nombrado gobernador y adelantado, saltándose en el cargo a Diego Colón. Esto reveló que la pugna de Cortés ya no era contra un teniente de gobernador, sino contra un gobernador designado por la Corona.

#### «Quema» (barrenado) de las naves
El paso siguiente de Cortés fue evitar futuras deserciones cortando la retirada. Un día en que se encontraba departiendo en medio de un grupo se acercaron unos maestres que le eran afectos y, según el plan convenido de antemano, le hicieron saber en público que unos navíos se encontraban carcomidos por el molusco broma y que no podían navegar. Según una declaración de Montejo, uno ya se había hundido por sí solo. Aparentando no tener otra opción, Cortés ordenó que se sacase de ellos todo lo aprovechable y que se los echase sobre la playa. Los marinos confabulados fueron abrieron vías de agua en otros buques para, a continuación, declararlos inservibles.
La primera vez que se mencionó que los barcos habían sido quemados fue en la epístola que prologaba un libro de 1546 de Cervantes de Salazar. Más tarde, la quema fue representada pictóricamente en un cenotafio dedicado a Carlos V en México 1559. Luego, siguieron difundiendo la historia de la quema Juan Martínez, Acosta, Andrés Dorantes de Carranza, Antonio Vázquez de Espinosa, Juan Suárez de Peralta y, a finales del siglo XVII, Pedro Fernández del Pulgar. Este hecho recuerda otro similar del romano Fabio Máximo, recogido en las Estratagemas de Sexto Julio Frontino. También se narran quemas de barcos en las vidas de otros personajes de la antigüedad, como Agatocles de Siracusa y Juliano el Apóstata.

#### Alianza con los totonacas
En el pueblo totonaca de Quiahuiztlán aparecieron cinco recaudadores aztecas, llamados calpixques. Se dirigieron a los notables del pueblo, recriminándoles que hubiesen acogido a los españoles sin autorización de Moctezuma y exigieron como reparación la entrega de veinte jóvenes para el sacrificio. Cortés, al informarse de qué se trataba, animó a líder totonaca Quauhtlaebana a liberarse del yugo azteca. Este aceptó la ayuda de los españoles y apresaron a los recaudadores. Cortés encargó que dos de los calpixques fuesen a su presencia, se mostró ajeno a lo ocurrido y les dio un mensaje para Moctezuma, indicando que quería ser su amigo e ir a visitarlo. Posteriormente, repitió la operación con los otros tres.
Tras esto, un pueblo vecino, por instigación de los aztecas, se dispuso a atacarlos. Cortés mandó a un vasco apellidado Heredia con una escopeta que pegó un tiro y aterrorizó a los enemigos, provocando una victoria.
Cortés quiso formalizar su alianza con este pueblo. Malintzin les tradujo a los caciques totonacas el juramento de vasallaje al rey de España. Diego de Godoy lo consignó todo en una escritura pública. Los caciques ofrecieron ocho doncellas para que tuvieran descendencia con los españoles. Cortés exigió que estas mujeres se bautizasen y que se abandonase el culto a los dioses paganos. Ellos decidieron que no tocarían a sus ídolos pero no impedirían que otros los destruyesen y, tras esto, españoles destruyeron los ídolos. Cortés también prohibió los sacrificios humanos, el canibalismo y la sodomía. Según Bernal la prostitución con jóvenes travestidos era habitual entre estos nativos.

#### Guerra y posterior alianza con Tlaxcala.Matanzade Cholula

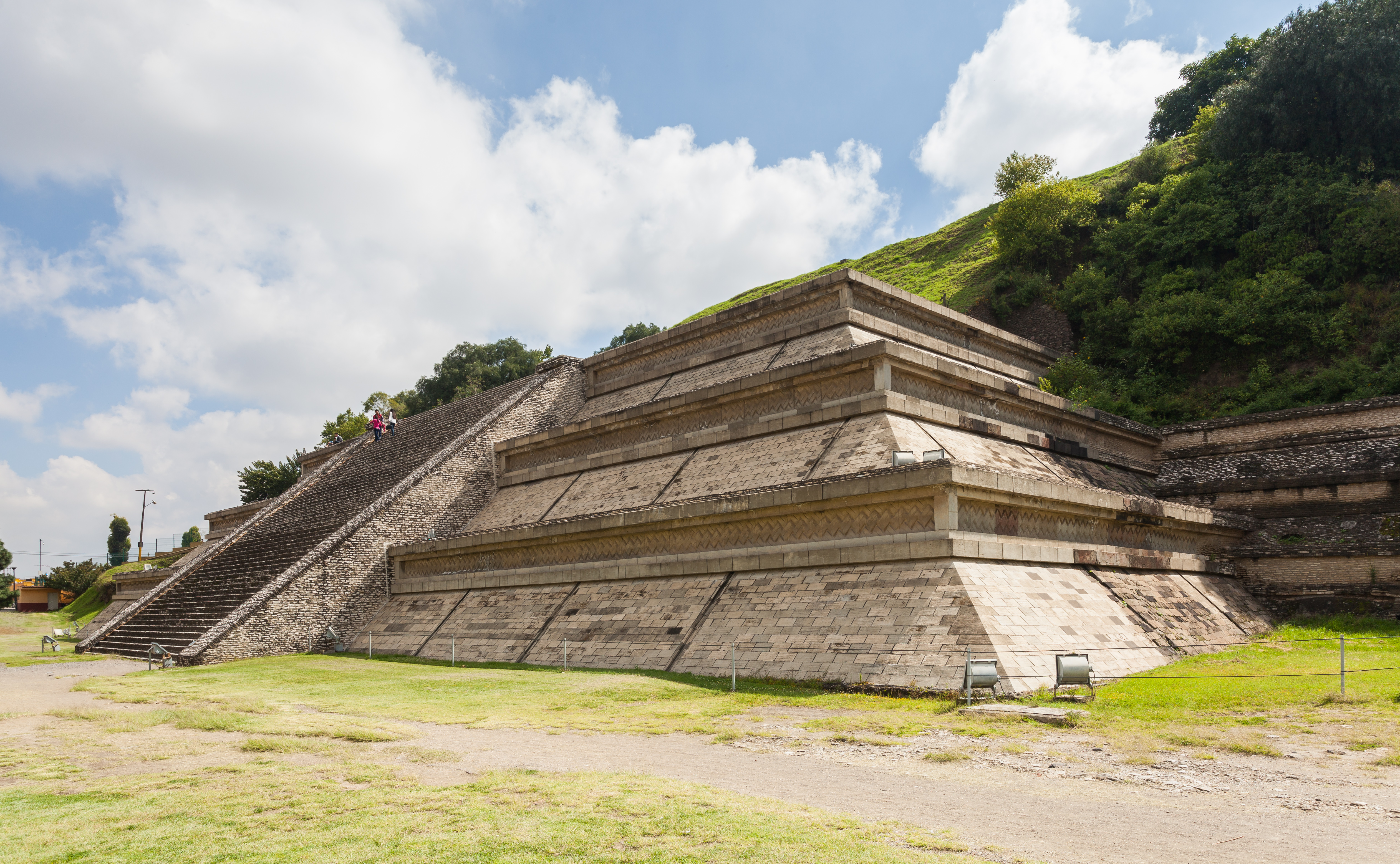
Sección reconstruida de la Gran Pirámide de Cholula, en la actual San Andrés Cholula (Puebla), donde se produjo la llamada Matanza de Cholula.

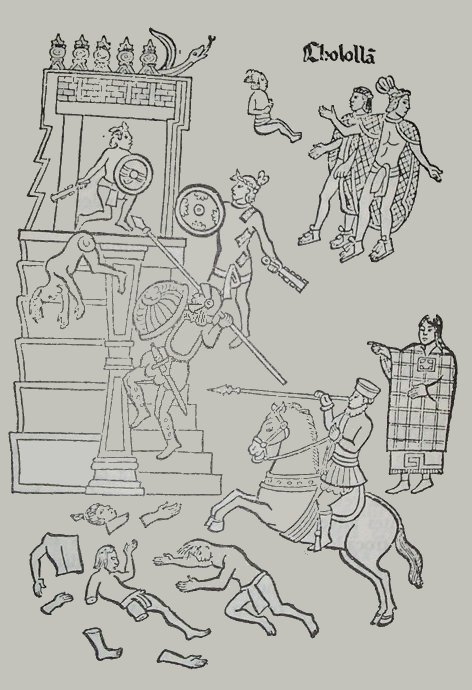
La Matanza de Cholula, Lienzo de Tlaxcala (1552)

El 16 de agosto de 1519, Cortés abandonó la costa e inició su marcha hacia el interior, rumbo hacia al corazón del Imperio mexica, con un ejército de 1300 guerreros totonacas, 200 indios de carga, 6 cañones, 400 infantes españoles y 15 de caballería.
Llegaron a Zautla, donde fueron atendidos por el cacique Olintetl. En esta población, los españoles vieron por primera vez un tzompantli, hecho con centenares de cráneos humanos. Cortés le preguntó al cacique cuál era la mejor ruta para ir a ver a Moctezuma y este respondió que por Cholula. Sin embargo, los totonacas dijeron que ir por Cholula sería peligroso porque habría guarniciones de mexicas y señalaron que lo mejor era ir por Tlaxcala. En ese momento Cortés tuvo conciencia de la rivalidad entre los mexicas y los tlaxaltecas.
A partir de 1455 el Imperio mexica, conformado sobre la base de la Triple Alianza entre Tenochtitlán, Tetzcuco y Tlacopan, había iniciado las llamadas guerras floridas contra Huejotzingo, Cholula y Tlaxcala, con el fin de capturar prisioneros para sus sacrificios religiosos, y las cuales le garantizaron el repudio del resto de los señoríos indígenas. La Confederación o República de Tlaxcala estaba integrada por los señoríos de Tepeticpac, Ocotelulco, Tizatlán y Quiahuiztlán. Tlaxcala se había organizado como una confederación de ciudades-estados unidas en una república gobernada por un Senado; México-Tenochtitlán, por el contrario se organizó como un imperio.
Cortés y sus hombres llegaron a una construcción antigua de unos tres metros de altura que discurría entre dos montañas y cerraba un valle. En este lugar, el cacique de Ixtacamaxtitlan, llamado Tenamaxcuicuitl, puso a cargo de Cortés a 300 guerreros nativos. Era 29 o 30 de agosto cuando atravesaron esta construcción, por una pequeña puerta en forma de ese.
El primer día en tierras de Tlaxcala tuvieron que enfrentarse a contingentes indígenas hasta el anochecer, logrando derrotarlos a todos sin ninguna baja entre los españoles. Estos combates dejaron algunos caballos muertos. Luego llegó una delegación tlaxcalteca que hizo responsables de pagar los caballos muertos y argumentaron que los de Cortés habían sido atacados por una fuerza a su servicio formada por otomíes. No obstante, al día siguiente llegaron huestes de Tlaxcala con un estandarte del guerrero Xicohténcatl Axayacatzin que también fueron derrotadas. Cortés hizo algunos prisioneros importantes, les transmitió que quería la amistad de su pueblo y los dejó en libertad. Este gesto no tuvo consecuencias, porque dos días después les atacaron tropas de Xicohténcatl y del chichimeca Chichimecatecuhtli, que terminó desertando. Este ataque tampoco provocó entre los españoles ninguna baja.
Los tlaxcaltecas pasaron a culpar de nuevo a los otomíes y enviaron mensajeros con comida, que en realidad eran espías. Cortés detuvo a cincuenta de estos y ordenó cortarles las manos a todos.Cortés mandó una expedición de castigo  que quemó algunos caseríos. Luego se dirigió al poblado de Tzompantzinco. Los moradores huyeron y Cortés dio orden de no perseguirlos ni hacerles daño.
Xicohténcatl se presentó en el campamento español. Cortés dijo que había venido de muy lejos para buscar su amistad y el guerrero nativo se disculpó diciendo que les había atacado porque iban con los de Ixtacamaxtitlan, que consideró tributarios de Moctezuma y enemigos suyos.
Cortés y sus hombres entraron en Tlaxcala el 23 de septiembre de 1519. Fueron recibidos por  Maxicatzin de Ocoteluco, Xicohténcatl de Tizatlán, Tlahuexolotzin de Tepeticpac y Citlalpococa de Quiahuiztlán. Los jefes nativos fueron catequizados por fray Bartolomé de Olmedo y se bautizaron. También se fueron bautizando el resto de los habitantes y se colocó una cruz sobre la pirámide de Tlaxcala.
En su paso hacia Tenochtitlan Cortés llegó a Cholula, aliada del Imperio mexica, que era la segunda ciudad más grande después de México-Tenochtitlan, con 30 000 habitantes. Bernal Díaz del Castillo cuenta en su crónica que luego de haber recibido a Cortés y su enorme ejército, las autoridades de Cholula planearon tenderle una emboscada y aniquilar a los españoles. Díaz del Castillo cuenta que él y las tropas vieron a un costado de los templos las varas con collares que supuso destinadas a los españoles para ser llevados cautivos a Tenochtitlan. Díaz del Castillo también cuenta que una anciana y unos sacerdotes de los templos de Cholula alertaron a Cortés, quien mandó inmediatamente a su ejército a atacar, masacrando a entre 4 000 y 6 000 cholultecas en lo que se conoció como la matanza de Cholula. Este episodio ha sido analizado por historiadores, como Christian Duverger, como una batalla entre dos bandos, no como una matanza. El contingente permaneció en Cholula durante octubre y noviembre y al salir Cortés mandó incendiar la ciudad.
Después llegó a Santa Catarina Ayotzingo, desde donde preparó el ataque a Tenochtitlan. A su llegada a México-Tenochtitlan, Cortés quedó sorprendido por la belleza del lugar, que es descrita por Díaz del Castillo como «un sueño». En su paso desde Cholula, Cortés había recorrido el camino hacia el Valle de México, cruzando por entre dos volcanes, el Popocatépetl y el Iztaccíhuatl hasta llegar a en un paraje boscoso y de espléndida belleza que hasta hoy lleva el nombre de Paso de Cortés. Del otro lado, avistó por primera vez el lago de Texcoco aproximándose a ella por el rumbo de Xochimilco.

#### Tenochtitlan
Hernán Cortés, en su marcha hacia México-Tenochtitlan, el ejército de Cortés (unos trescientos españoles) y el apoyo de unos 3000 tlaxcaltecas avistó los volcanes Popocatépetl e Iztaccíhuatl. Y uno de los capitanes de Cortés, llamado Diego de Ordás fue el primer europeo en ascender a la cima del volcán Popocatépetl en compañía de dos compañeros de armas, causando una gran impresión entre los nativos que acompañaban la expedición de Cortés. Por tal hazaña y méritos militares, el emperador Carlos V le otorgó a Diego de Ordás mediante decreto expedido el 22 de octubre de 1523, el derecho de poseer un escudo de armas con una vista del volcán.

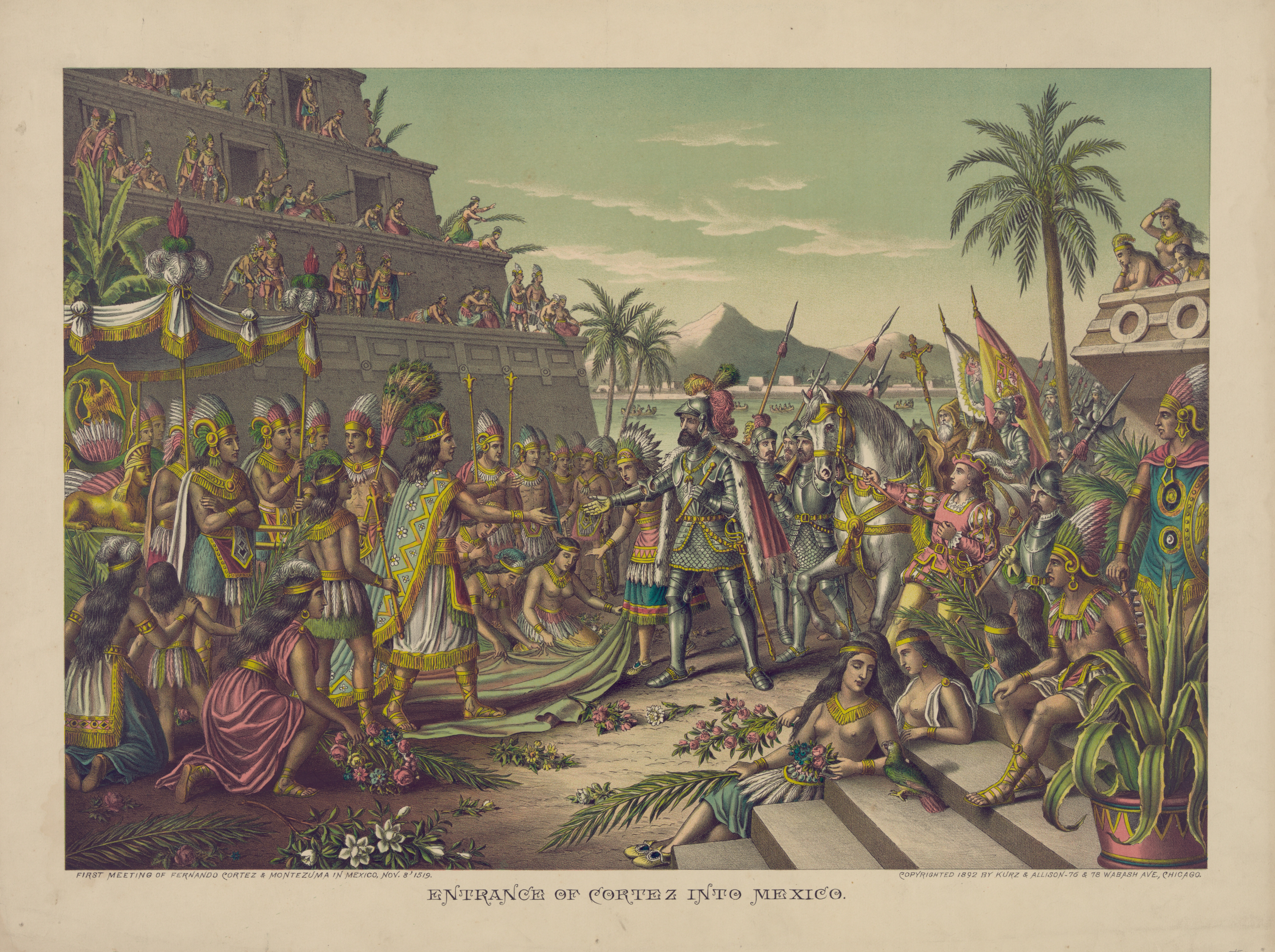
Encuentro de Hernán Cortés y Moctezuma

A la entrada de la ciudad, realizada el 8 de noviembre de 1519, se produjo el encuentro de Moctezuma y Cortés, haciendo de intérpretes Doña Marina y Gerónimo de Aguilar. Moctezuma II creyó que los españoles eran enviados del dios que vendría del Este -este es Quetzalcóatl o Serpiente Emplumada- y fue un espléndido anfitrión de estos, obsequiándole entre otras cosas, el Tocado del Dios Quetzalcóatl, conocido como Penacho de Moctezuma y el cual, fue enviado junto con otros presentes a la Corte Imperial. Dado que Carlos V era un Austria —casa de los Habsburgo— al extinguirse la rama española, este regalo terminó en Austria.
Mientras los españoles se quedaban en Tenochtitlan, Moctezuma los hospedó en el templo de su antecesor Axayácatl (en el palacio del padre de Moctezuma), pudiendo entonces admirar la grandiosidad de aquella ciudad. En los días siguientes, los españoles visitaron los palacios y templos de la gran capital mexica, así como el gran cú (templo) de la ciudad gemela del imperio, Tlatelolco, y su mercado: una plaza de más del doble de grande que la Plaza Mayor de Salamanca (tenida entonces por la más grande de la cristiandad).
Residiendo los españoles en el palacio, se les ocurrió que ya era hora de tener capilla propia y, puesto que Moctezuma se había negado a que la erigieran en el templo de Huitzilopochtli, resolvieron levantarla en su alojamiento, previo permiso del emperador.

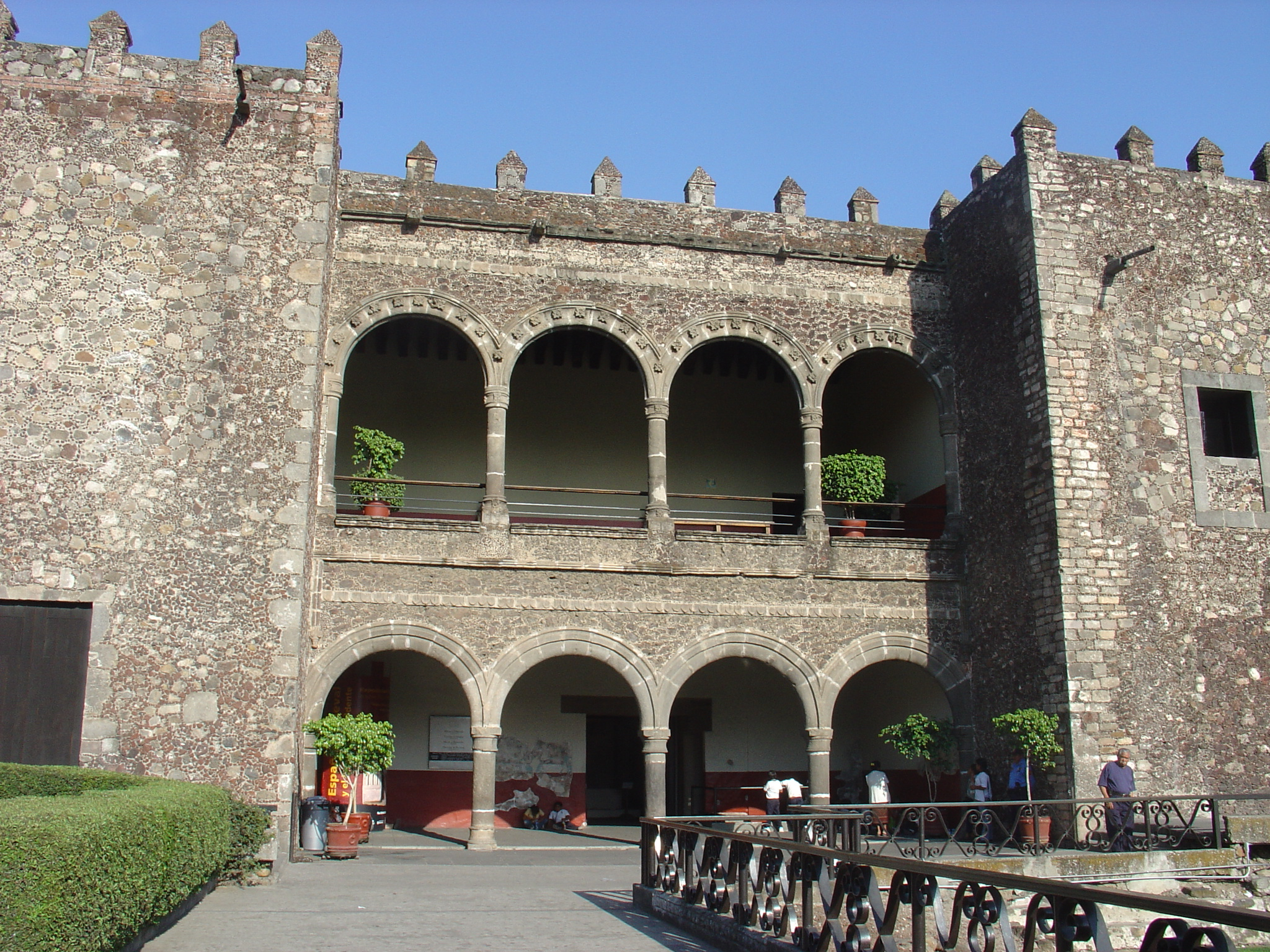
Palacio de Hernán Cortés en Cuernavaca, Morelos.

Buscaban los capitanes el mejor sitio para emplazarla cuando un soldado, que era carpintero, notó en una pared la existencia de una puerta tapiada y encalada de pocos días. Recordaron entonces que se susurraba que en aquellos aposentos tenía depositados Moctezuma los tesoros que había ido reuniendo su padre Axayácatl.

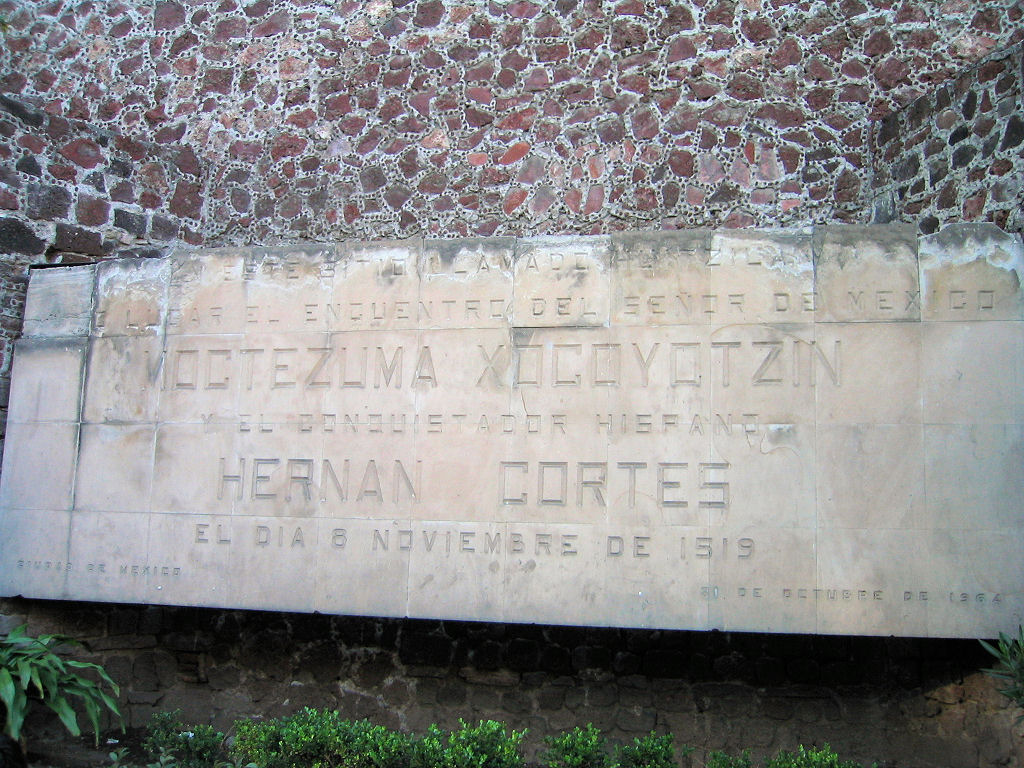
Placa conmemorativa del primer encuentro entre Cortés y Moctezuma en el Hospital de Jesús Nazareno de la Ciudad de México. Estudios recientes han determinado que, con toda probabilidad, el conquistador extremeño y el tlahtoani mexica se encontraron en un sitio distinto al que señala el monumento.

Allí entraron Cortés y algunos capitanes y tras la vista de un enorme tesoro ordenó que se volviera a tapiar. Debido a advertencias previas de los tlaxcaltecas, les empezó a inquietar entonces la posibilidad de ser asesinados. Cuatro capitanes y doce soldados se presentaron a Cortés para hacerle presente la conveniencia de prender al emperador, manteniéndole como rehén, para que respondiera con su vida de la vida del ejército. No se tomó de momento ningún acuerdo, pero una noticia precipitó la resolución.
Mientras tanto en las cercanías de la Villa Rica de la Vera Cruz, aconteció la batalla de Nautla, entre los mexicas dirigidos por Cuauhpopoca y los totonacas aliados de los conquistadores españoles, en el conflicto mataron a Juan de Escalante, alguacil mayor, y a siete españoles lo que supuso un desprestigio para las armas españolas al ver que no eran semidioses y que podían ser vencidos. Un soldado llamado Argüello fue hecho prisionero, murió en el camino por las heridas de la guerra y su cabeza enviada al emperador mexica, quien no quiso colocarla en ningún templo.
Una vez que Moctezuma cayó en la celada de los españoles, Cortés lo tuvo como rehén so pena de muerte inmediata. Apaciguó a su guardia diciendo que iba de propia voluntad, y tras ser trasladados con los españoles todos sus enseres siguió manifestando a todas sus visitas que estaba allí de propia voluntad.
Cortés exigió que los caciques autores de la agresión a Veracruz fueran castigados. Llevados a su presencia, confirmaron que obedecían órdenes de Moctezuma. Los capitanes mexicas fueron sentenciados a morir en la hoguera.
Consiguió también que Moctezuma se declarase vasallo de Carlos V. La casta sacerdotal y la nobleza conjuraron para liberar a su señor y aniquilar a los españoles.

#### Lucha entre españoles
En esos días se recibió la noticia de la llegada de 18 navíos al Puerto de Veracruz, creyéndose en un principio que eran refuerzos del emperador, pero enseguida se supo que eran tropas mandadas por Diego de Velázquez para castigar a los rebeldes. Estas tropas estaban mandadas por Pánfilo de Narváez. Para colmo, pusieron sobre aviso a Moctezuma de que Cortés era un rebelde a su rey, y que si podía, lo matase. Así que Cortés no tuvo más remedio que dejar una guarnición de poco más de un centenar de españoles en Tenochtitlan al mando de Pedro de Alvarado, y él con trescientos españoles y varios cientos de indios, salió al encuentro de las tropas de Narváez. Cortés atacó el campamento enemigo en plena noche, derramando muy poca sangre y capturando a Narváez solo unos momentos después de haber entablado combate. Tras mostrar a los soldados los adornos de oro, y de incitarlos a unírsele, la mayoría cambió de bando a favor de Cortés, que gracias a esto triplicó sus efectivos de la noche a la mañana.
Por su parte, Narváez regresó por donde había venido, con unos cuantos seguidores, mientras que Cortés regresaba a Tenochtitlán

#### La matanza del Templo Mayor
Mientras, en Tenochtitlan, Alvarado, temeroso de una concentración masiva de guerreros en la Plaza Mayor de Tenochtitlán, y temiendo los posibles augurios de Cholula, había cometido una matanza de nativos, de nobles, caciques y jefes de ejército cuando estos estaban celebrando la fiesta de Tóxcatl (quinto mes de los 18 que tenía el calendario mexica) en honor a Tezcatlipoca. Algunas fuentes hablan también de culto al siempre presente Huitzilopochtli. Dado el desatino de Alvarado, la población, lógicamente, se indignó, porque Pedro de Alvarado les quitó sus joyas y materiales preciosos que vestían. Al haber hecho esto los pobladores se rebelaron contra Moctezuma, no teniéndole nadie respeto. Los españoles se tuvieron que refugiar en los alojamientos del palacio.

#### La rebelión y La Noche Triste
El 24 de junio de 1520 el ejército de Cortés entraba nuevamente en la ciudad. El hermano de Moctezuma, Cuitláhuac, fue liberado para que gestionase la pacificación, pero en vez de eso, se puso al frente de los mexicas y se unió al jefe de los caciques, llamado Cuauhtémoc -y quien sería el siguiente tlatoani mexica-, para oponerse a la ocupación española.
Cortés consiguió que Moctezuma tratase de apaciguar a los inconformes y que dejasen salir a los españoles de la ciudad. Existen dos versiones de la muerte de Moctezuma: una es que cuando hablaba a su pueblo, recibió una pedrada de los propios mexicas que lo hirió de muerte; la otra dice que Hernán Cortés ordenó matarlo cuando vio que no podía calmar al pueblo, si bien esta última versión fue aportada por los mexicas y se considera menos probable.
Estando así la situación, los soldados españoles fueron sitiados en la casa en la que estaban alojados, rodeados por multitudes de indígenas indignados. Los sitiados veían disminuir el agua, las municiones y toda clase de víveres. La única salida era la retirada. Y la hicieron en la lluviosa noche del 30 de junio al 1 de julio de 1520, conocida como la Noche Triste. Al escabullirse silenciosamente, los españoles se dirigieron a una de las calzadas que conducían a la salida de Tenochtitlán. Ya no les faltaba mucho para completar la retirada cuando fueron descubiertos por una anciana, que dio la alarma, y en unos momentos, miles de guerreros mexicas atacaron en tromba a los españoles; les acosaron a lo largo de la calzada, mientras otros atacaban desde sus canoas. En aquella retirada cayó la mayoría de los españoles, sobre todo los que llegaron con Narváez, que al llevar muchas piezas de oro consigo, a pesar de las advertencias de Cortés, murieron ahogados en el lago: Se perdió además gran cantidad de piezas de artillería y de caballos, así como gran parte del tesoro que se transportaba. Perseguidos por los mexicas, el 7 de julio, cerca de Otumba, los españoles se reorganizaron, y plantaron batalla a los guerreros que les perseguían, logrando derrotarles.

#### Sitio y caída de Tenochtitlan
Después de su derrota de la Noche Triste, los españoles y sus aliados tlaxcaltecas se replegaron en Tlaxcala; se reorganizaron y atacaron Tenochtitlan, poniendo en sitio a la ciudad. Cabe meditar si en este punto la alianza de los tlaxcaltecas podría o no considerarse legítima, porque dada la fragilidad de los españoles, les hubieran podido eliminar y no lo hicieron. En vez de eso, les aprovisionaron y les cobijaron, con la consecuente obtención de prebendas y privilegios posteriores, que el conquistador esta vez sí parece haber respetado.
Dada la indignación de los mexicas por la profanación de una de sus fiestas principales -donde ocurrió la matanza perpetrada por Alvarado-, y entendiendo que los mexicas no se rendirían, Cortés mandó construir en Tlaxcala 13 bergantines, de unos 12 metros, llevarlos desmontados a Texcoco, pieza por pieza, y montarlos allí, equipándolos con material de los navíos que estaban varados en Veracruz, con el fin de ponerle sitio a Tenochtitlan también por las aguas. Tras un sitio que duró 75 días, los mexicas, que pelearon hasta su práctico exterminio, finalmente fueron derrotados y sometidos a esclavitud. Es por esta razón que podemos decir, que los actuales descendientes indígenas o el mestizaje derivado de estos, se dio más que con el pueblo mexica, con los vencedores tlaxcaltecas y otros señoríos indígenas que, al término de la guerra, obtuvieron estatus de principales en sus provincias y en diferentes casos, como representantes ante la Corona española como caciques gobernantes.
Después de consumada la conquista, Cortés se hizo acompañar por Cuauhtémoc. Cortés llevó a Cuauhtémoc a sus expediciones posteriores donde más tarde resultaría muerto, presuntamente mandado a ahorcar por Cortés.

### El viaje de Cortés a Las Hibueras
Cortés tenía conocimiento de las riquezas que existían en Las Hibueras (actual Honduras), así que envió en el año de 1524 al mando de su capitán Cristóbal de Olid cinco navíos y un bergantín, a bordo de los cuales iban 400 hombres, suficiente artillería, armas y municiones, además de ocho mil pesos oro para comprar en Cuba caballos y bastimentos. Simultáneamente, había partido una expedición por tierra al mando del capitán Pedro de Alvarado para conquistar y explorar Centroamérica.
Enterado Cortés de la rebelión de Cristóbal de Olid, decidió viajar hacia Las Hibueras a pesar de tener pocos españoles en Tenochtitlan. Decidió llevar con él en el viaje, como medida preventiva ante una posible sublevación, a Cuauhtémoc y otros nobles mexicas.
Al cruzar el río Candelaria (afluente del río Grijalva) las huestes de Cortés tuvieron que construir una serie de puentes para lograr atravesar la zona del actual municipio de Candelaria, en el actual estado de Campeche. De acuerdo a las crónicas de Indias la tarea no fue nada fácil. En el lugar fue recibido por el batab o halach uinik de Acalán, llamado Apoxpalón, quien comerciaba cacao, algodón, sal y esclavos. La reunión fue pacífica y el gobernante local ayudó a la expedición a continuar su camino. Por su parte Cortés le entregó una carta o salvoconducto para mostrar a posibles futuras expediciones españolas, en la cual se hacía constar el acuerdo de paz logrado.
Hernán Cortés se dirigió hasta Veracruz rumbo a Las Hibueras en compañía de su ejército, en donde se embarcó hasta la villa del Espíritu Santo. De ahí continuó por tierra hasta Tabasco transitando por Cupilco, Cimatán, Nacaxuxuca, Zaguatán, Chilapan, Ixtapa, Acalán, Tatahuitalpan, Teutiercas y Usumacinta. De acuerdo con el investigador Juan Miralles, uno de los caciques de Itzamkanac previno a Cortés acerca de que Cuauhtémoc junto con Tetlepanquétzal y Coanácoch promovían una conjura para matarlo a él junto a todos los españoles. Cortés detuvo a los sospechosos de la posible sublevación y los interrogó por separado. El interrogatorio sacó en limpio que los principales responsables eran Cuauhtémoc y Tetlepanquétzal. Por tal motivo, al sureste de Xicalango, aún dentro de la jurisdicción de Acalán de los mayas chontales se realizó la sentencia y ejecución por ahorcamiento del último huey tlatoani Cuauhtémoc. También fueron ejecutados el señor de Tlacopan Tetlepanquétzal y muy probablemente el señor de Tetzcuco, Coanácoch. De acuerdo a Ixtlilxóchitl, el ahorcamiento fue en Acalán y no en Itzamkanac, por otra parte Coanácoch fue salvado cuando estaba siendo ejecutado en la horca, sin embargo murió a consecuencia de la acción, pocos días después, el día 28 de febrero de 1525. Años más tarde, Juan de Torquemada en su obra Monarquía Indiana introdujo la versión de que Coanácoch fue otro de los ahorcados.

... estando para ahorcar al Quauhtemoc, dijo estas palabras: «O capitan Malinche, dias ha que yo tenia entendido, é habia conocido tus falsas palabras: que esta muerte me habias de dar, pues yo no me la di, cuando te entregaste en mi ciudad de Méjico; porque me matas sin justicia?»
Conquista de Yucatán, Diego López de Cogolludo.

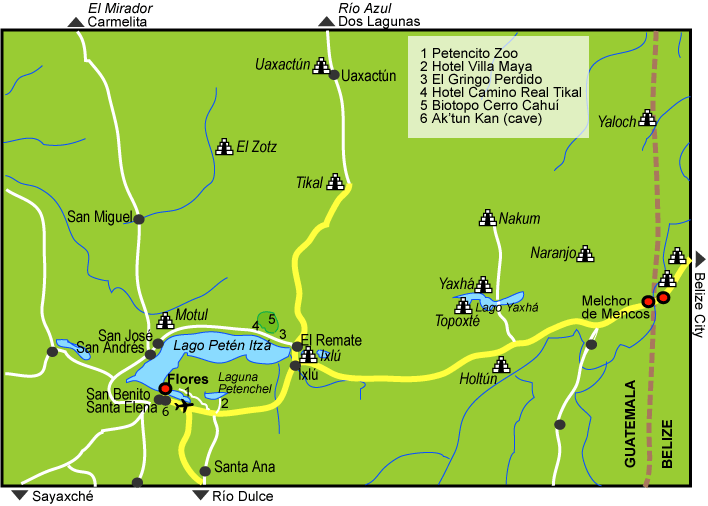
Tayasal en el lago Petén Itzá (Guatemala)

El viaje continuó y la expedición tuvo contacto con los mayas itzáes en las inmediaciones de Tayasal. Fueron bien recibidos y Cortés se entrevistó con el Halach Uinik Ah Can Ek (Canek). Cortés explicó lo acontecido con el poderío mexica, y el halach uinik no tenía aún las noticias de Tenochtitlan, pero le contó acerca de noticias de guerras acontecidas con los mayas chontales de Centla con los dzules (hombres blancos). Cortés explicó que él era el capitán de esas guerras y trató de convencerlos de que se convirtiesen al cristianismo. Ante el resguardo de la ciudad y el número de habitantes mayas, Cortés prefirió no llevar a cabo ninguna acción militar y se despidió de los itzáes, dejando un caballo lastimado y moribundo que Ah Can Ek prometió cuidar. En 1618 los misioneros franciscanos encontraron a los descendientes mayas adorando a un caballo fabricado de madera.
La expedición continuó el camino durante más de treinta días en un trayecto accidentado y sinuoso hasta Nito (Guatemala), donde no fueron bien recibidos por los nativos. Después de una pequeña escaramuza se establecieron en el sitio durante algunos días. Cortés envió un pequeño grupo para solicitar una embarcación y poder continuar su trayectoria por mar hacia Naco (las Hibueras). Al llegar la embarcación a Nito le informaron que Cristóbal de Olid ya había sido ejecutado.
Llegando a Naco, Cortés se reunió con sus capitanes y evaluó las noticias que llegaban de México-Tenochtitlan, donde se habían amotinado los españoles. Envió inmediatamente a Gonzalo de Sandoval de regreso.
Cortés se dio cuenta de que el capitán Cristóbal de Olid, hombre de toda su confianza, había entrado en tratos con su principal enemigo, nada menos que con el gobernador de Cuba, Diego de Velázquez, para robarle a Cortés las nuevas tierras que se habrían de descubrir en el viaje de exploración y conquista que él mismo estaba sufragando. El conquistador montó una segunda expedición en junio de 1524 al mando de su primo Francisco de las Casas, en cinco navíos y con cien hombres con órdenes de aprehender y castigar al infiel Cristóbal de Olid. Al arribar la expedición punitiva a la actual Honduras después de un naufragio, se sucedieron unas escaramuzas y fue tomado prisionero el enviado de Cortés, su primo Francisco de las Casas, en compañía de Gil González de Ávila, este recién llegado con el título de gobernador del golfo Dulce.
De las Casas y Gil González lograron escapar. Amigos de Cortés en una cena tomaron prisionero a Cristóbal de Olid y lo degollaron.
En la zona, los pueblos vecinos de Papayca y Chiapaxina habían recibido amistosamente a los españoles, pero poco tiempo después las condiciones cambiaron y comenzaron los enfrentamientos. Cortés logró capturar a los señores principales llamados Chicuéytl, Póchotl y Mendexeto para de esta manera negociar la paz a cambio de la vida y libertad de los prisioneros. Los de Chiapaxina se rindieron, pero los nativos de Papayca continuaron las hostilidades. Fue capturado y ahorcado el líder llamado Mátzal. También fue capturado otro líder de nombre Pizacura, a quien Cortés mantuvo en cautiverio, pero las hostilidades continuaron. En las cercanías Cortés fundó la villa de Trujillo el 18 de mayo de 1525 y nombró a Juan de Medina como alcalde. No obstante, en las inmediaciones de la zona los lencas, aliados con los cares y dirigidos por el caudillo lenca Lempira, resistieron la conquista durante doce años. En 1537 durante las campañas de conquista de Francisco de Montejo, el capitán Alonso de Cáceres concertó una reunión para negociar la paz, sin embargo la reunión fue una trampa y un arcabucero asesinó al dirigente indígena.
Llegaron a la villa de Trujillo fuerzas españolas dirigidas por Francisco Hernández de Córdoba, fundador de Nicaragua, homónimo del descubridor de Yucatán, que estaba bajo las órdenes de Pedro Arias Dávila (Pedrarias). Al escuchar que la zona era rica en metales preciosos, Cortés se interesó en las minas y acciones de conquista. Se encontraba preparando su expedición a Nicaragua cuando llegó fray Diego de Altamirano con noticias acerca de la situación en Ciudad de México, por lo que prefirió cancelar su expedición y regresar por vía marítima a San Juan de Ulúa. Envió a sus soldados a Guatemala para poblar la zona y dar apoyo a Pedro de Alvarado, y partió de la villa de Trujillo, el día 25 de abril de 1526.

### Descubrimiento de la «California»
Sabed que a la diestra mano de las Indias existe una isla llamada California muy cerca de un costado del Paraíso Terrenal; y estaba poblada por mujeres negras, sin que existiera allí un hombre, pues vivían a la manera de las amazonas. Eran de bellos y robustos cuerpos, fogoso valor y gran fuerza. Su isla era la más fuerte de todo el mundo, con sus escarpados farallones y sus pétreas costas. Sus armas eran todas de oro y del mismo metal eran los arneses de las bestias salvajes que ellas acostumbraban domar para montarlas, porque en toda la isla no había otro metal que el oro.
Las sergas de Esplandián, de García Ordóñez de Montalvo (Sevilla, 1510).

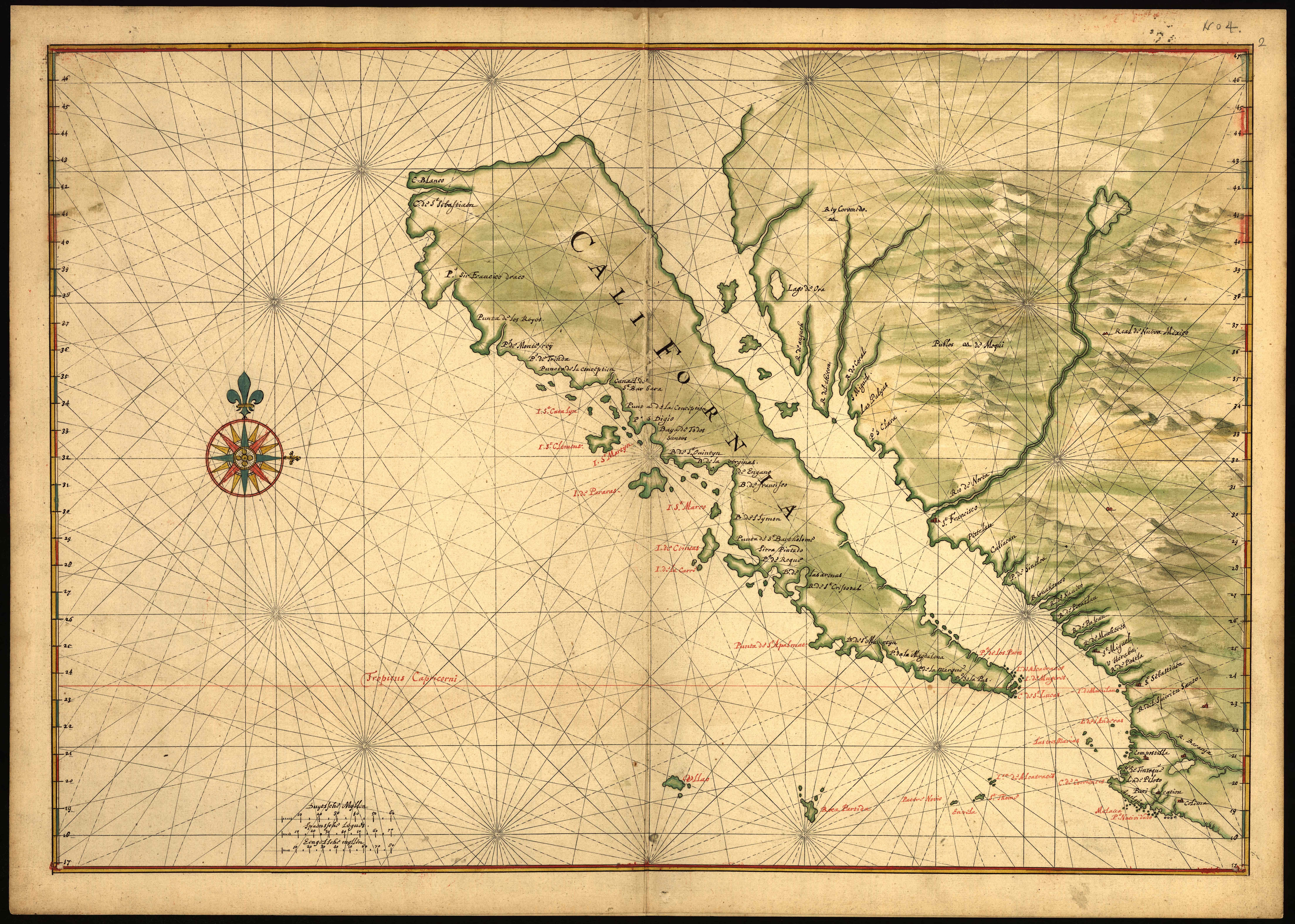
La isla de California, mapa del

Se considera actualmente a Hernán Cortés como el descubridor de la península de Baja California, cuando el primer europeo que desembarcó en dicha península fue el piloto y navegante español Fortún Jiménez, quien al mando del navío Concepción, propiedad de Hernán Cortés, avistó y desembarcó en el año 1534 en la península, de la cual pensó que era una isla.
En la cuarta Carta de Relación, fechada en México el 15 de octubre de 1524, escribe Hernán Cortés al rey de España de la preparación de barcos para explorar y someter nuevos reinos sobre la mar del Sur (océano Pacífico), idea que bullía en su mente desde dos años atrás, recién consumada la conquista de la gran Tenochtitlan. En 1529, estando Cortés en España, firmó un convenio con la Corona española por el cual se obligaba a enviar por su cuenta «armadas para descubrir islas y territorios en la mar del Sur».
Deseaba encontrar además del dominio territorial y las posibles ganancias en metales preciosos en las nuevas tierras a descubrir, un paso de mar entre el Pacífico y el Atlántico, pues se pensaba que si Fernando de Magallanes había encontrado un estrecho que comunicaba ambos océanos por el Sur, también debería existir otro paso por el Norte. Ese paso marítimo era el mítico estrecho de Anián. En el mencionado convenio se estipulaba que de las tierras y ganancias que se obtuvieran, una décima parte corresponderían al descubridor en propiedad perpetua, para sí y sus descendientes.

### Expediciones posteriores

#### La primera expedición
Durante su estancia en España en 1529, Cortés consiguió de Carlos V el título de marqués del Valle de Oaxaca y el gobierno sobre los futuros descubrimientos en el mar del Sur. Ya de regreso a México, el 30 de junio de 1532 envió a su primo Diego Hurtado de Mendoza para que explorara las islas y litorales de la mar del Sur, más allá de los límites de la audiencia de la Nueva Galicia gobernada por Nuño de Guzmán enemigo acérrimo de Hernán Cortés. Partió la expedición en dos barcos desde el golfo de Tehuantepec, después de tocar el actual puerto de Manzanillo (Colima) se fueron costeando las costas de Jalisco y Nayarit, que en aquel entonces formaban parte de la audiencia de la Nueva Galicia, hasta descubrir las islas Marías, de allí regresaron a tierra firme y trataron de obtener abastecimiento de agua en la bahía de Matanchén, Nayarit, abastecimiento que les fue negado por órdenes de Nuño de Guzmán, dueño y señor de la región.
Uno de los barcos maltratados por las tormentas emprendió el regreso, arribó a las costas de Jalisco y terminó en manos de Nuño de Guzmán, en tanto el otro navío en el que iba Diego Hurtado de Mendoza tomó rumbo al norte, jamás ninguno de los que iban a bordo regresó a la Nueva España, no se volvió a tener noticias de ellos, años después el autor de la Segunda Relación anónima de la jornada que hizo Nuño de Guzmán a la Nueva Galicia, recogió algunas informaciones que hacen suponer que la nave que comandaba Diego Hurtado de Mendoza había naufragado en el litoral norte del hoy estado de Sinaloa, pereciendo él y el resto de la tripulación.

#### La segunda expedición
El navío Concepción al mando del capitán y comandante de la expedición Diego de Becerra, era una de las dos naves que Cortés envió en 1533, poco después de la conquista de la gran Tenochtitlan, en un segundo viaje de exploración de la Mar del Sur, la otra nave era el navío San Lázaro al mando del Capitán Hernando de Grijalva.
Zarpó la expedición desde el hoy puerto de Manzanillo el 30 de octubre de 1533, para el día 20 de diciembre las naves se habían separado. El barco San Lázaro, que se había adelantado, esperó en vano al navío Concepción durante tres días y al no tener avistamiento del navío acompañante se dedicó a explorar el Océano Pacífico y descubrió las islas Revillagigedo. A bordo del Concepción todo era diferente, el navegante y segundo en el mando, Fortún Jiménez, se amotinó y asesinó mientras dormía al capitán Diego de Becerra, después agredió a los tripulantes que se mostraron leales al asesinado capitán para posteriormente abandonar a los heridos en las costas de Michoacán junto con los frailes franciscanos que le acompañaban en la travesía.
Fortún Jiménez navegó hacia el noroeste siguiendo la costa y en algún momento giró hacia el oeste y llegó hacia una apacible bahía, hoy se sabe que arribó a la hoy ciudad y puerto de La Paz, él pensó que había arribado a una isla, jamás supo que había arribado a una península que con el tiempo se llamaría península de Baja California, allí se encontró con nativos que hablaban una lengua no conocida y además andaban semidesnudos, eran muy diferentes de los nativos del altiplano mexicano que tenían una cultura propia.
Los tripulantes que le acompañaban al ver a las mujeres semidesnudas y a causa de la larga vigilia sexual, se dedicaron a tomarlas por la fuerza. Para ese entonces se habían dado cuenta de que en el lugar abundaban las perlas que los nativos extraían de las conchas de moluscos que abundaban en la bahía, así que se dedicaron a saquear el lugar y a abusar de las mujeres.
Es necesario resaltar que Fortún Jiménez y acompañantes no otorgaron nombre alguno a ninguno de los sitios que encontraron, siendo otros exploradores quienes diesen nombre a los lugares visitados por Fortún Jiménez.
El abuso de las mujeres por parte de la tripulación aunado al saqueo al cual se dedicaron provocó un violento enfrentamiento con los nativos que terminó en la muerte de Fortún Jiménez y algunos de sus compañeros, los sobrevivientes se retiraron del lugar, abordaron a duras penas el navío Concepción, navegaron erráticamente durante varios días hasta llegar a las costas del hoy estado de Jalisco, en donde se toparon con los subalternos de Nuño de Guzmán quienes les requisaron la nave y los tomaron prisioneros.

#### La tercera expedición
Después de haber patrocinado dos viajes de exploración en la Mar del Sur y sin haber obtenido resultados materiales, Hernán Cortés decidió encabezar el tercer viaje de exploración.
Molesto Cortés porque Nuño de Guzmán, su archienemigo de siempre, le había requisado un buque durante la primera expedición que sufragó, además del buque Concepción que Cortés había enviado en el segundo viaje de exploración del mar del Sur, decidió enfrentarlo en su propio terreno y desde allí montar la tercera expedición, para ello preparó un gran número de tropas a pie y a caballo para marchar sobre la provincia de la Nueva Galicia de la cual Nuño de Guzmán era gobernador.
El virrey de la Nueva España advierte a Hernán Cortés el 4 de septiembre de 1534 «que no enfrentase a quien le había requisado sus barcos» a lo que Hernán Cortés se negó alegando que había gastado más de 100 000 castellanos de oro, además de haber sido designado por su majestad el rey de España Carlos I para conquistar y descubrir nuevos territorios. Para ese entonces Cortés ya había organizado un astillero en Tehuantepec y tenía tres navíos dispuestos; el San Lázaro (en el que regresó Grijalva de la segunda expedición a la mar del Sur), y el Santa Águeda y el Santo Tomás que recién habían sido construidos.
El proyecto de Cortés era ambicioso, enviaría los navíos a Chametla Sinaloa (cerca de la actual población de Escuinapa) en el territorio gobernado por Nuño de Guzmán y allí abordaría el ejército de tierra comandado por él. Para llegar a Chametla, Cortés tuvo que atravesar por varios días con su ejército el Nuevo Reino de la Nueva Galicia, la Nueva Galicia era una provincia de la Nueva España gobernada por su acérrimo enemigo Nuño de Guzmán.
Cuenta Bernal Díaz del Castillo que cuando en la Nueva España se supo que el marqués de Oaxaca iba de conquista nuevamente, muchos «creyeron que era cosa cierta y rica» y se ofrecieron a servirle soldados de a caballo, arcabuceros y ballesteros, y 34 casados con sus mujeres, en total 320 personas y 150 caballos. Y añade que los navíos estaban muy bien provistos de bizcocho, carne, aceite, vino y vinagre, mucho rescate, tres herreros con sus fraguas y dos carpinteros de ribera con sus herramientas, además de clérigos y religiosos, y médicos, cirujanos y botica.
Con los pendones a todo lo alto arribó el ejército de Cortés a la población de Santiago de Galicia de Compostela, ubicada en esos días en el valle de Matatipac (en la actualidad la ciudad de Tepic), donde fue acogido amistosamente por el gobernador Nuño Beltrán de Guzmán, su enemigo de siempre. En esa población Cortés y su ejército permanecieron durante cuatro días antes de proseguir su viaje. Se dice que Nuño de Guzmán aconsejó a Cortés no proseguir con el viaje de exploración y le proveyó de bastimentos, en tanto Cortés se asombró de la pobreza en que vivía Nuño de Guzmán. Sin duda alguna el recibimiento de que fue objeto el Conquistador de México de parte de Guzmán se debió al ejército que acompañaba a Cortés.
Después de la partida de Cortés, Nuño de Guzmán dirigió una carta a la Audiencia en México en «que se queja de que el marqués del Valle quería penetrar con su gente en su gobernación, siendo que solo era Capitán General de la Nueva España».
En Chametla (Sinaloa), después de atravesar los hoy estados de Jalisco y Nayarit, territorio conocido como parte del reino de la Nueva Galicia en esa época, Cortés y su comitiva embarcaron los buques Santa Águeda y San Lázaro en los cuales subieron 113 peones, 40 jinetes con todo de a caballo y dejó en tierra a 60 jinetes más, según lo reportó a la Real Audiencia el gobernador Nuño de Guzmán.
Una vez embarcado en el buque San Lázaro, Cortés junto con su expedición tomó rumbo al noroeste, y el día 3 de mayo de 1535 arribó a la bahía que nombró bahía de la Santa Cruz, actualmente La Paz (Baja California Sur), lugar en el cual confirmó la muerte de su subalterno Fortún Jiménez a manos de los nativos.
Una vez que hubo tomado Cortés posesión de la bahía de la Santa Cruz, decidió establecer una colonia, mandó traer a los soldados y bastimentos que había dejado en Sinaloa pero el mal tiempo no le ayudó, los buques se perdieron y únicamente regresó a la bahía de la Santa Cruz un navío llevando una carga de cincuenta fanegas de maíz, insuficientes para alimentar a la población, por lo cual Cortés salió personalmente en busca de víveres, mas lo conseguido fue insuficiente por lo cual decidió retornar a la Nueva España con la intención de proveer desde ahí a la nueva colonia.
Al mando del poblado de la Santa Cruz quedó Francisco de Ulloa, pero las quejas de los familiares de quienes se habían quedado en la península hicieron que el virrey ordenara el abandono de la población y el retorno de los pobladores a la Nueva España.

#### La cuarta expedición

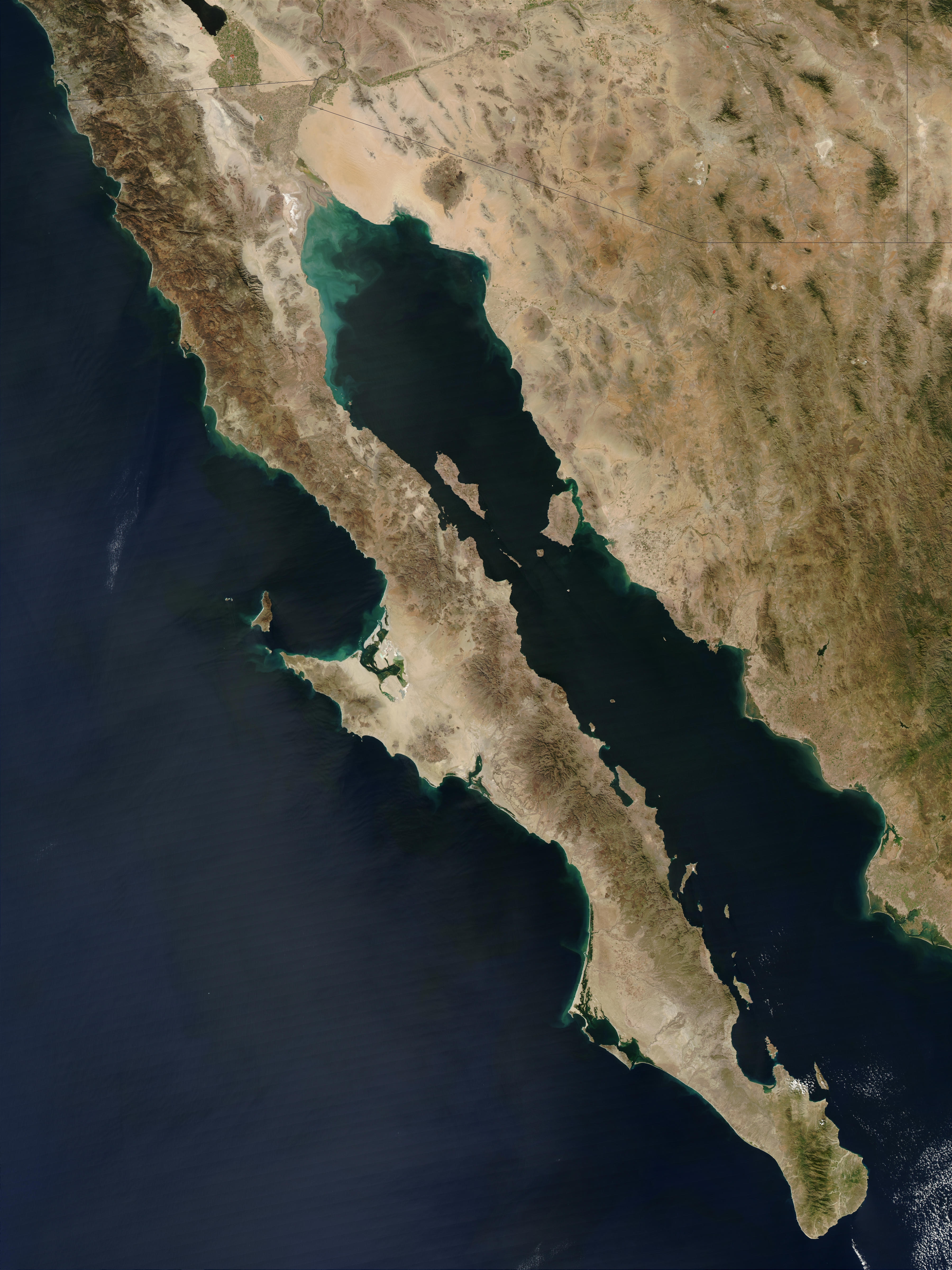
Península de Baja California y el mar de Cortés o golfo de California (NASA)

Hernán Cortés quien ya había patrocinado tres viajes de exploración de la mar del Sur (océano Pacífico) y los cuales habían terminado en fracasos, decide enviar un cuarto viaje de exploración a la Mar del Sur al mando de Francisco de Ulloa en 1539. Partió la expedición del puerto de Acapulco el día 8 de julio del año citado a bordo de los buques Santo Tomás, Santa Águeda y Trinidad, a la altura de las islas Marías se vieron obligados a abandonar el navío Santo Tomás, por lo cual continuaron el viaje de exploración en los dos buques restantes.
Se adentraron en el golfo de California y visitaron en el viaje de ida y de regreso la abandonada población de la Santa Cruz, conocida actualmente como la ciudad de La Paz, en el viaje de ida llegaron al extremo norte del golfo el 28 de septiembre, a lo que se conoce actualmente como desembocadura del río Colorado y llamaron a la boca del río Ancón de San Andrés, una breve acta fue levantada cuyo texto se transcribe:

Yo Pedro de Palenzia, escribano público desta armada, doy fe e verdadero testimonio a todos los señores que la presente vieren, a quienes Dios nuestro señor guarde de mal, como en veinte e ocho días del mes de septiembre de quinientos e treinta e nueve años, el muy magnfifíco señor Francisco de Ulloa, teniente de gobernador y capitán desta armada por el iustrísimo señor Marqués del Valle de Guajaca, tomó posesión en el ancón de San Andrés y mar bermeja, que es en la costa desta Nueva España hazia el Norte, que está en altura de treinta y tres grados y medio, por el dicho Sr. Marqués del Valle en nombre del Emperador nuestro rey de Castilla, actual y realmente, poniendo mano a la espada, diziendo que si abía alguna persona que se lo contradijese, que él estaba presto para se lo defender, cortando con ella árboles, arrancando yerbas, meneando piedras de una parte a otra, y sacando agua de la mar; todo en señal de posesión.

(...) Testigos que fueron presentes a lo que dicho es los reverendos padres del señor San Francisco, el padre Fray Raymundo, el padre fray Antonio de Mena, Francisco de Terrazas, veedor Diego de Haro, Gabriel Márquez. Fecho día mes y año susodicho. E yo Pedro de Palenzia, escribano público desta armada, le escribí según ante mi pasó; por ende fize aquí este signo mío, que es tal, en testimonio de verdad. — Pedro de Palencia, escribano público. Frater Ramundus Alilius, Frater Antonius de Mena, — Gabriel Márquez. — Diego de Haro. — Francisco de Terrazas.
Acta del viaje

Después de haber desembarcado y tomado posesión de las tierras del extremo norte de la Mar Bermeja (conocido hoy en día como golfo de California), nombre que le dieron por la coloración rojiza de las aguas, que se teñían con las aguas procedentes del río Colorado, iniciaron el regreso al poblado de la Santa Cruz, doblaron el cabo San Lucas e ingresaron en el océano Pacífico. Por la actual bahía Magdalena pasaron el día 5 de diciembre sin haber ingresado por estar herido Ulloa, a causa de una escaramuza que sostuvo con los nativos.
Con fecha del 5 de abril de 1540 dirigió a Cortés desde la isla de Cedros una relación de los sucesos de la exploración en el navío Santa Águeda, en el navío Trinidad continuó con la exploración, nunca más se supo de Francisco de Ulloa y de sus compañeros de navegación.

## Faceta de encomendero
Inmediatamente después de la caída de Tenochtitlan, Cortés comenzó a repartir encomiendas, con la doble intención de estabilizar el control de la región ante una eventual rebelión de sus propios soldados —constantemente inconformes por la retribución de sus servicios— y a la vez para impedir que las comunidades indígenas se organizaran bajo sus propias autoridades.
Desde 1523, la encomienda ya era una institución ampliamente establecida en el valle de México, que se mantendría a pesar de recibir, ese mismo año, una orden real prohibiéndola expresamente. 
El desacato abierto de Cortés a la provisión real, se convirtió en el primer acto de desafío de los encomenderos mexicanos contra el rey. La corona se vio obligada a ceder, otorgando una aprobación condicionada, para no poner en riesgo su soberanía sobre las regiones conquistadas.
Por la riqueza y población de la región del Anahuac, los encomenderos mexicanos se fueron convirtiendo en una pujante aristocracia colonial hereditaria, encabezada por el propio Cortés, quien se quedó con el control —así como el monopolio del tributo y la mano de obra— de los núcleos más poblados y productivos del valle de México, como Texcoco, Huexotla, Chiauhtla, Tezayuca, Coatlichan, Chalco (incluyendo todas sus cabeceras), Otumba, Tacubaya y Coyoacán. Incluso buscó impedir que la propia Tenochtitlan fuese entregada a la corona en 1526, y trató de retenerla como su feudo privado.
En 1529, Cortés recibió títulos que, además de otorgarle la dignidad de marqués, le concedieron la propiedad un gran número de pueblos, con más de 23 mil vasallos indígenas, convirtiéndose en el hombre más rico de América y quizá de todo el mundo hispánico.

## Fallecimiento y sucesivos traslados de sus restos

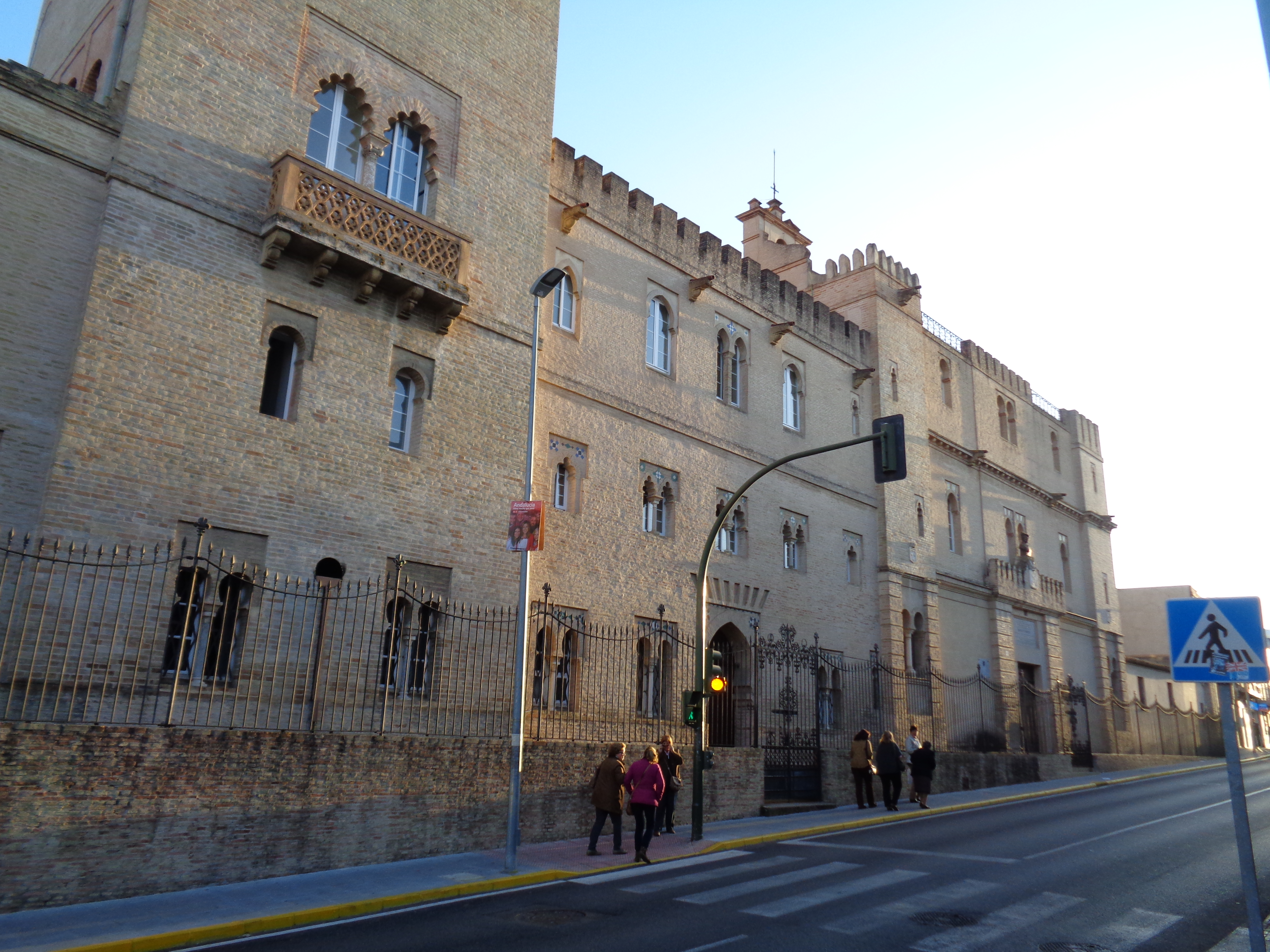
Casa palacio donde falleció Hernán Cortés, que fue construida como si fuera una fortaleza. Se encuentra en el municipio de Castilleja de la Cuesta, Sevilla. La casa pasó en 1855 a manos del duque de Montpensier, que realizó algunas reformas en el interior. En 1889 la ocuparon monjas irlandesas, que crearon en ella un colegio.

En 1540, Cortés retornó a España, donde falleció siete años después, el viernes 2 de diciembre del año 1547, cuando pensaba volver a sus posesiones americanas. Su muerte se produjo en una casa palacio en Castilleja de la Cuesta que pertenecía al jurado don Alonso Rodríguez, amigo de Hernán Cortés, en la que el conquistador residió hasta su fallecimiento. Recibió sepultura en el cercano monasterio de San Isidoro del Campo, en la cripta de la familia del duque de Medina Sidonia, bajo las gradas del altar mayor, con un epitafio que le dedicó su hijo Martín Cortés, segundo marqués del Valle. El epitafio decía:

Padre cuya suerte impropiamente
Aqueste bajo mundo poseía
Valor que nuestra edad enriquecía,
Descansa ahora en paz, eternamente.
Martín Cortés

Los restos mortales de Hernán Cortés fueron inhumados nueve veces. Esto se debió, en parte, porque en su testamento cambió varias veces la ubicación del lugar en donde deseaba reposar. Cuando residía en la Nueva España, primero solicitó ser sepultado en la iglesia contigua al Hospital de Jesús Nazareno, en Ciudad de México, hospital que el conquistador había fundado. Posteriormente declaró sus deseos de ser sepultado en un monasterio que había ordenado construir en Coyoacán, una población aledaña a la capital mexicana, monasterio que nunca fue construido debido a que tuvo que partir a España con el fin de enfrentarse a un juicio de residencia al que fue citado. En octubre de 1547, pocas semanas antes de su muerte, había modificado una vez más su testamento para indicar su voluntad de ser sepultado en la parroquia del lugar donde falleciera. Fue sepultado en Sevilla, en el monasterio de San Isidoro del Campo el 4 de diciembre de 1547.
En 1550, a los tres años de su muerte, sus restos fueron cambiados de lugar, en la misma iglesia de San Isidoro del Campo, e inhumado justo a un lado del altar dedicado a Santa Catalina.
En 1566, y por decisión familiar sus restos mortales fueron trasladados a la Nueva España y sepultados junto con su madre y una de sus hijas en el templo de San Francisco de Texcoco, ubicado en la población de Texcoco cercana a la Ciudad de México. Sus restos yacerían allí hasta 1629.
En 1629 a la muerte de Pedro Cortés, cuarto marqués del Valle y último descendiente de Hernán Cortés en línea masculina, las autoridades civiles y eclesiásticas de la provincia española decidieron sepultarlos en la misma iglesia, así que los restos de Cortés fueron inhumados cerca del altar mayor (en un nicho detrás del sagrario) en la iglesia del convento de San Francisco (México), ubicado frente a la plaza de Guardiola, en la capital mexicana, allí dejaron grabada la siguiente inscripción: Ferdinandi Cortés ossa servatur hic famosa.
En 1716 una remodelación del templo de San Francisco obligó a los franciscanos a exhumar los restos y trasladarlos a la parte posterior del retablo mayor, lugar en el que permanecerían durante 78 años.
En 1794 las autoridades del virreinato exhumaron nuevamente los restos de Cortés con el fin de cumplir con los deseos del conquistador de México que en una ocasión solicitó ser sepultado en la iglesia contigua al hospital de Jesús Nazareno, así que sacaron la osamenta de Cortés del templo de San Francisco que yacía en su nicho en una urna de madera y cristal con asas de plata y pintado en la cabecera de la urna el escudo de armas de marqués de Oaxaca, sus restos fueron trasladados con gran pompa a lo que se creía sería su última morada, se colocaron blandones de plata sobre el sepulcro y dentro del templo se erigió un zócalo y sobre el zócalo un busto del conquistador, en ese sitio sus restos descansarían durante 23 años.
En 1823, a los dos años de la independencia de México inició el monumento para honrar a los insurgentes muertos durante la guerra de Independencia, los restos de ellos fueron llevados a Ciudad de México, en cuya catedral fueron depositados, un gran movimiento nacionalista surgió entre los habitantes de la capital mexicana al grado que se temió que una turba asaltara el templo para tomar los restos de Cortés, por ello el ministro mexicano Lucas Alamán y el capellán mayor del hospital desmantelaron la noche del 15 de septiembre el mausoleo, en tanto el busto y demás ornamentos fueron enviados a Italia para hacer creer a los agitadores que los restos mortales de Cortés habían salido del país, en realidad la urna con la osamenta fue escondida bajo la tarima del templo del hospital de Jesús Nazareno, durante trece años los restos permanecieron escondidos allí.
En 1836, ya calmadas las pasiones se extrajeron los restos y fueron depositados en un nicho que se construyó en la pared del templo a un lado de donde estuvo el mausoleo, en ese lugar reposaron los restos durante 110 años hasta ser encontrados. El ministro Lucas Alamán en algún momento informó a la embajada española del lugar en el cual habían depositado los restos de Cortés.

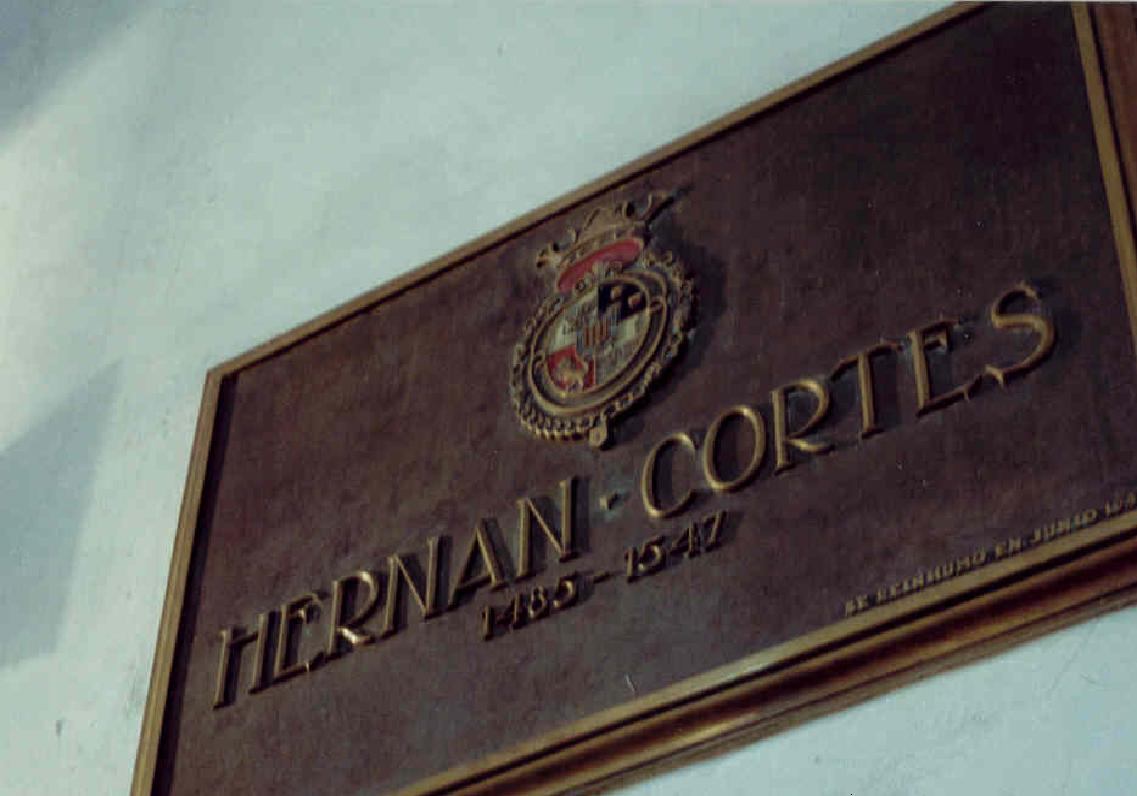
Tumba de Hernán Cortés en el Templo del Hospital de Jesús Nazareno (Ciudad de México)

En 1946, algunos historiadores del Colegio de México tuvieron acceso al acta notarial, en la cual se detallaba la última morada de Cortés y decidieron buscar los restos, el lunes 25 de noviembre del mismo año los historiadores encontraron el nicho que guardaba la urna, después de realizar algunos estudios para autentificar los huesos procedieron a restaurar la urna y recomendaron conservar los restos de Hernán Cortés en el mismo lugar. El 28 de noviembre de 1946 el presidente de México Manuel Ávila Camacho expidió un decreto mediante el cual confirió al Instituto Nacional de Antropología e Historia la custodia de los restos mortales de Hernán Cortés.
El 9 de julio de 1947 se reinhumaron los restos en el mismo lugar en el que los encontraron y se puso sobre el muro de la iglesia una placa de bronce con el escudo de armas de Cortés grabado y la inscripción:

HERNÁN CORTÉS
1485-1547

Actualmente,[¿cuándo?] sus restos descansan en el lugar que eligió en su juventud para ser sepultado: el templo del Hospital de Jesús Nazareno, edificio que en 2015 estaba abandonado y necesitado de restauración.

## Bernal Díaz del Castillo, posible "seudónimo" de Hernán Cortés
En los últimos años ha surgido la teoría, impulsada por académicos como el historiador Christian Duverger, de que Hernán Cortés fue el verdadero autor de la Historia verdadera de la conquista de la Nueva España, pero el texto se mantuvo anónimo y se trajo de la península ibérica al continente americano bajo un relativo secreto, para evadir la censura de Carlos V y Felipe II. Años después, Bernal Díaz simplemente habría adquirido el manuscrito y sus hijos lo publicaron. Duverger respalda su teoría en el hecho de que la Historia Verdadera narra múltiples datos y conversaciones de Cortés, tanto en territorio americano como europeo, a los que Bernal Díaz jamás habría podido tener acceso, además de que el texto de la Historia verdadera está salpicado de referencias de "alta cultura", que Cortés sí conocería, pero le serían completamente ajenas al casi analfabeto Bernal Díaz. Sin embargo, la tesis de Duverger ha sido refutada, entre otros, por el académico español Guillermo Serés, quien defiende la autoría de Bernal Díaz de la obra que siempre se le ha atribuido.

## Heráldica

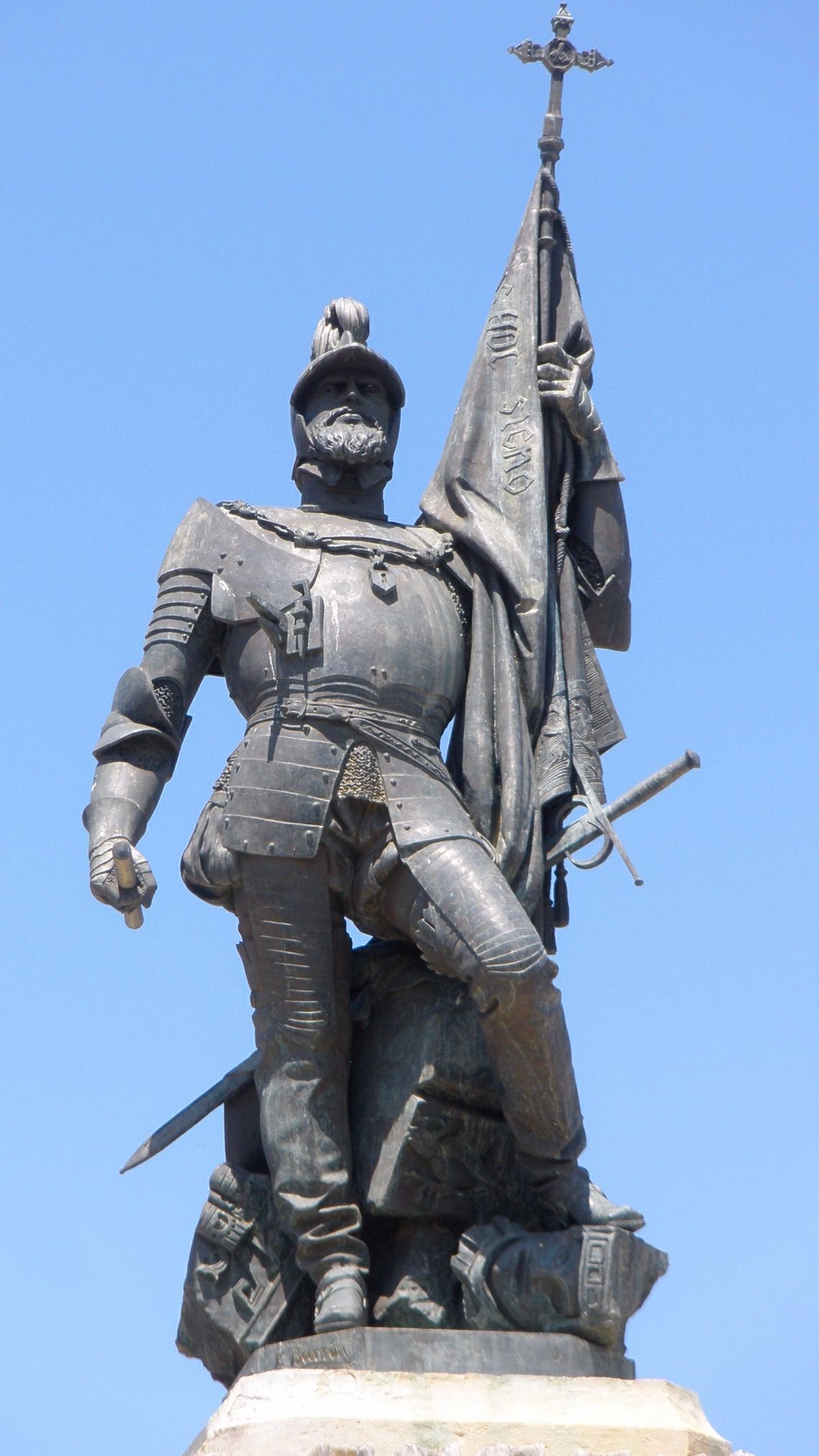
Monumento a Cortés en su Medellín natal

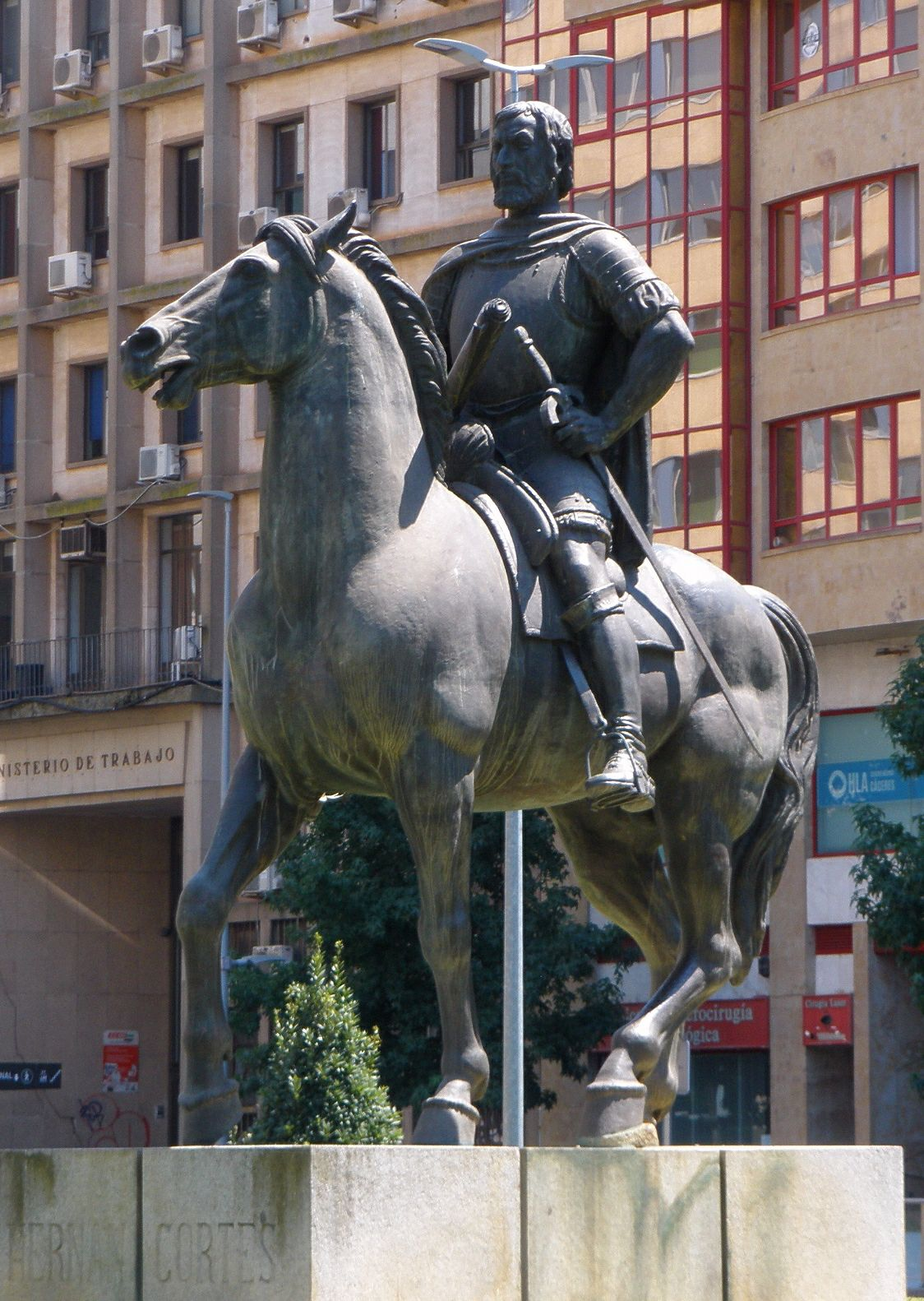
Estatua ecueste de Cortés en Cáceres (España)

[...]traher por vuestras armas propias y conocidas un escudo que en el medio del a la mano derecha en la parte de arriba aya una aguila negra de doss cabezas en campo blanco que son las armas de nuestro ymperio y en la otra meitad del dicho medio escudo a la parte de abaxo un leon dorado en campo colorado en memoria que vos el dicho hernando cortes y por vuestra yndustria y esfuerzo truxistes las cosas al estado arriba dicho y en la meytad del otro medio escudo de la mano yzquierda a la parte de arriba tress coronas de oro en campo negro launa sobre las dos en memoria de tress Señores de la gran cibdad de tenustitan y sus provincias que vos vencistes que fue el primero muteccuma que fue muerto por los yndios temendole vos preso y cuetaoacin su hermano que sucedio en el señorio y se rrevelo contra nos y os echo de la dicha cibdad y el otro que sucedio en el dicho señorio guauctemncin y sostubo la dicha rrevelion hasta que vos le vencistes y prendistes y en la otra meytad del dicho medio escudo de la mano yzquierda a la parte de abaxo podais traher la cibdad de tenustitan armada sobre agua en memoria que por fuerza de armas la ganastes y sujetastes a nuestro señorio y por orla del dicho escudo en campo amarillo siete capitanes y señores de siete provincias y poblaciones que están en laguna y en torno della que se rrevelaron contra nos y los enastes y prendistes en la dicha cibdad de tenustitan apresionados y atados con una cadena que se venga a cerrar con un candado debaxo del dicho escudo y encima del un yelmo cerrado con su tinble en un escudo atal [...]
Privilegio de armas

Las armas representan una sinopsis de la gesta del conquistador. El primer cuartel representa el patronazgo del emperador mediante el águila de dos cabezas propio del Sacro Imperio Romano Germánico aunque sobre campo de plata en lugar del habitual oro. El segundo representa la victoria sobre los tres últimos huey tlatoque o grandes gobernantes de Tenochtitlan. El tercero representa el valor de Cortés («yndustria y esfuerzo») y finalmente el cuarto cuartel trae la ciudad de México-Tenochtitlan sobre ondas de azur y plata (representando el lago de Texcoco, similar al escudo otorgado a Ciudad de México dos años antes, en el que la ciudad era simbolizada, sin embargo, con un castillo dorado). La bordura (llamada orla, que es otra pieza heráldica) es una pieza habitual que otorga el emperador y simboliza mediante cadenas y cabezas a los líderes indígenas de las ciudades próximas a Tenochtitlan. Timbra el escudo un yelmo, condición de caballero y propio a la condición de Cortés de hidalgo.
Posteriormente Cortés modificaría el escudo añadiendo varios símbolos personales. Sobre el todo añadió un escusón con las armas de los Rodríguez de las Varillas, que eran las armas que escogió utilizar como propias de su linaje. El padre de Hernán Cortés, Martín Cortés, aunque llevaba el apellido de su madre pertenecía por vía paterna a la rama extremeña de la ilustre familia Monroy, o más correctamente a los Monroy-Rodríguez de las Varillas. Desde que los Monroy se unieron por matrimonio con los Rodríguez de las Varillas, utilizaron desde entonces como blasón una combinación de las dos armas: las de los Monroy, escudo cuartelado, en el primer y cuarto cuartel un castillo de oro sobre campo de gules, en el segundo y tercer cuartel un campo de veros blancos y azules; y las de los Rodríguez de las Varillas, un escusón con las barras de Aragón rodeadas de una bordura con ocho cruces de brazos iguales). Posiblemente por evitar recargar demasiado sus nuevas armas y porque los Cortés no tenían armas propias, Hernán Cortés solo incorporó como referencia a su linaje el mismo escusón que aparecía en las armas de los Monroy, y que como ya se ha dicho, eran las propias de la familia Rodríguez de las Varillas. Posteriormente, siguiendo el ejemplo del conquistador, hubo miembros de la familia Cortés que se apellidaron Cortés de Monroy y que utilizaron el escudo de las barras de Aragón, como fue el caso de Pedro Cortés de Monroy y Zabala, nombrado en 1697 marqués de Piedra Blanca de Huana. Hernán Cortés añadió también posteriormente a su blasón un lema personal: Judicium domini aprehendit eos et fortitudo ejus corroboravit brachium meum. (El señor los juzgó en sus actos y fortaleció mi brazo). Y sobre el yelmo añadió un león alado que algunos de sus descendientes continuaron utilizando.
El 20 de julio de 1529 concedió el rey a Cortés el título nobiliario de marqués del Valle de Oaxaca por lo que pudo timbrar sus armas con corona de marqués además de otros beneficios sujetos a este privilegio.

## Monumentos y representaciones artísticas en México

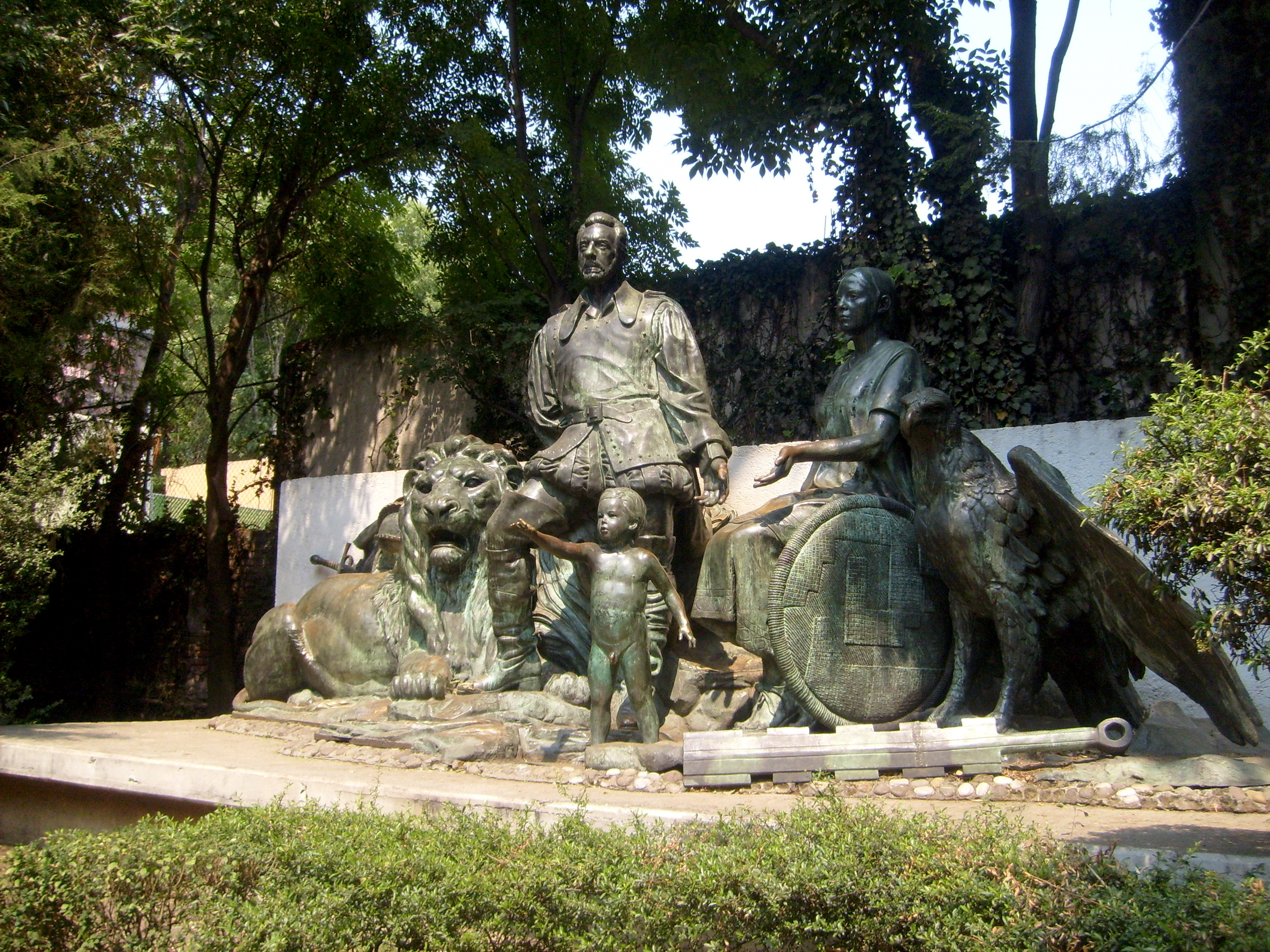
Monumento al Mestizaje, en Churubusco, Ciudad de México.

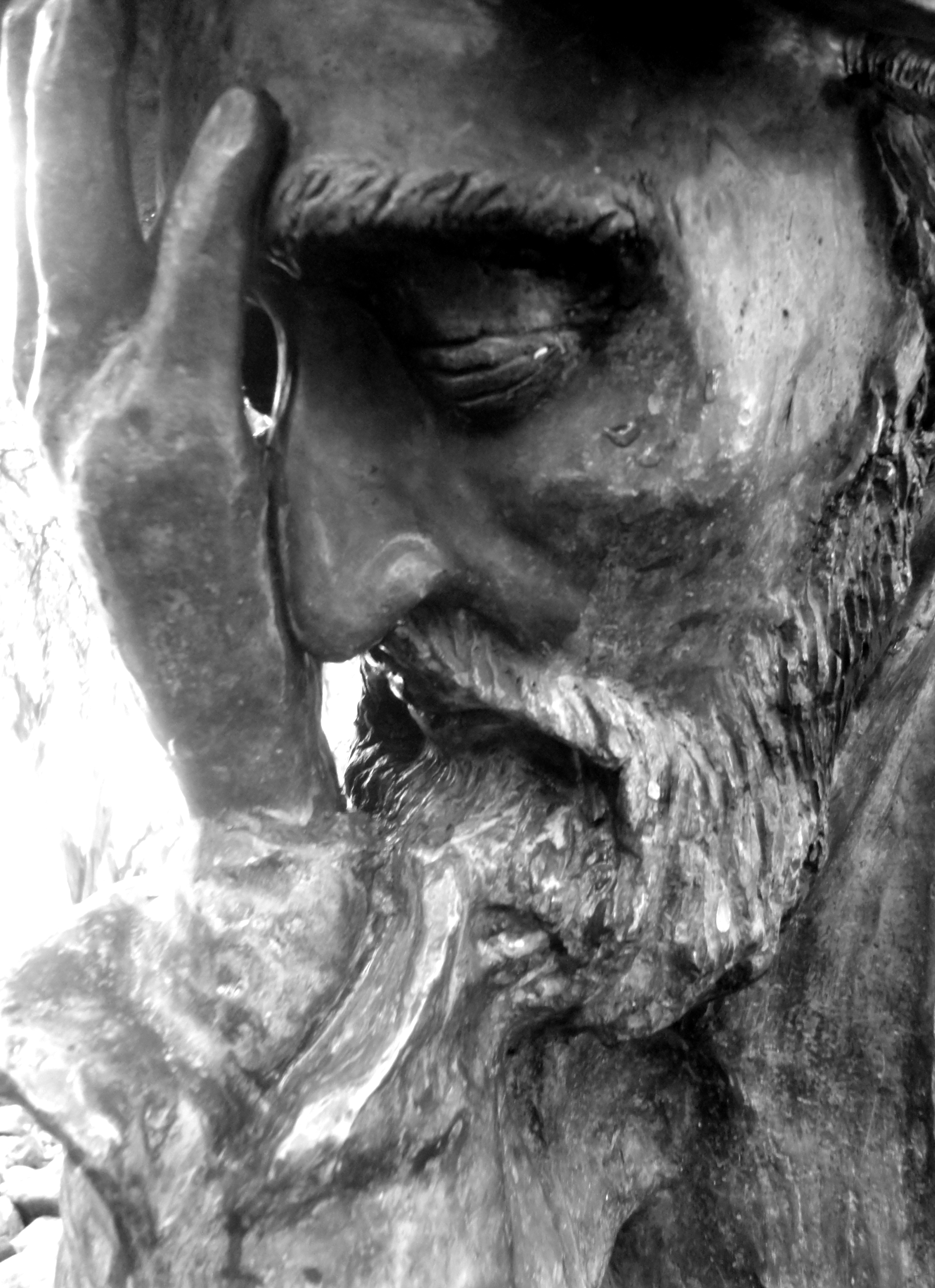
Estatua de Cortés llorando bajo un ahuehuete, Dolores Hidalgo, Guanajuato.

En México existen pocas representaciones de Cortés. Sin embargo, muchos puntos geográficos de interés llevan su nombre, desde el castillo en la ciudad de Cuernavaca a nombres de calles en toda la República Mexicana.
Uno de los pocos monumentos auténticos de Ciudad de México está en el paso entre los volcanes Iztaccíhuatl y Popocatépetl, por donde Cortés llevó a sus soldados en su marcha a la Ciudad de México. Actualmente es conocido como el Paso de Cortés.
El muralista Diego Rivera pintó varias representaciones de él, pero la más famosa, lo muestra como una figura poderosa y siniestra, junto con la Malinche en uno de los murales en el Palacio Nacional en Ciudad de México.
En 1981, el entonces presidente de México José López Portillo trató de promover el reconocimiento público de Hernán Cortés. En primer lugar, hizo pública una copia del busto de Cortés hecha por Manuel Tolsá en el Hospital de Jesús Nazareno con una ceremonia oficial, pero pronto un grupo nacionalista trató de destruirla, por lo que tuvo que ser retirado de la vista del público. Hoy en día la copia del busto se encuentra en el "El Hospital de Jesús" en un rincón poco visitado, mientras que el original se encuentra en Nápoles, Italia, en la Villa Pignatelli (propiedad de los descendientes de Cortés).
Más tarde, otro monumento conocido como "Monumento al Mestizaje" de Julián Martínez y M. Maldonado (1982) fue comisionado por López Portillo para ser puesto en el "Zócalo" (plaza principal) de la delegación de Coyoacán (Ciudad de México), cerca del lugar donde Cortés tuvo su casa de campo. Debido a las protestas públicas, este tuvo que ser trasladado a un parque poco conocido; el Jardín Xicoténcatl en Barrio de San Diego Churubusco, cerca del ex-convento de Churubusco. La estatua muestra a Cortés, la Malinche y su hijo.
Hay otra estatua de Cortés, realizada por Sebastián Aparicio, en la ciudad de Cuernavaca, estado de Morelos. Se encontraba en un popular hotel El Casino de la Selva. La figura de Cortés es apenas reconocible por lo que provocó muy poca polémica. El hotel fue cerrado para hacer un centro comercial, y la estatua quedó fuera de la exhibición pública por disposición de COSTCO, el constructor del centro comercial, y hasta la fecha no está disponible al público.
| Predecesor: Título Creado                           | Marqués del Valle de Oaxaca 1529-1547             | Sucesor: Martín Cortés                                                                                           |
| Predecesor: Primer Gobernador de Nueva España       | Gobernador previrreinal de Nueva España 1521      | Sucesor: Cristóbal de Tapia (Gobernador Real)                                                                    |
| Predecesor: Cristóbal de Tapia (Gobernador Real)    | Gobernador previrreinal de Nueva España 1521-1524 | Sucesor: Alonso de Estrada (gobernador interino) Alonso de Zuazo y Rodrigo de Albornoz (tenientes de gobernador) |
| Predecesor: Alonso de Estrada y Rodrigo de Albornoz | Gobernador previrreinal de Nueva España 1526      | Sucesor: Luis Ponce de León                                                                                      |

## Filmografía

### Cine
| Año  | Película                                        | Director                 | Actor          |
| ---- | ----------------------------------------------- | ------------------------ | -------------- |
| 1947 | El capitán de Castilla                          | Henry King               | César Romero   |
| 1998 | La otra conquista                               | Salvador Carrasco        | Iñaki Aierra   |
| 2000 | La ruta hacia El Dorado                         | Jeffrey Katzenberg       | Jim Cummings   |
| 2007 | Aztec Rex                                       | Brian Trenchard-Smith    | Ian Ziering    |
| 2016 | Hernán Cortés: un hombre entre dios y el diablo | Fernando González Sitges | Fernando Retes |

### Series de televisión
| Año  | Serie                 | Canal              | Actor                  |
| ---- | --------------------- | ------------------ | ---------------------- |
| 2015 | Carlos, rey emperador | TVE                | José Luis García Pérez |
| 2019 | Hernán                | Amazon Prime Video | Óscar Jaenada          |